# 橫須賀·總武快速線
橫須賀·總武快速線（日语：／ Yokosuka-Sōbu Kaisoku sen */?）是東日本旅客鐵道（JR東日本）的通勤列車運行系統之一，由神奈川縣橫須賀市久里濱站開始，經東京都千代田區東京站，至千葉縣千葉市千葉站為止。代表色是接近列车车体色的蓝色（■，称为“须贺色”），車站編號使用的路線記號是JO。全线位于东京地区的電車特定区間（E電）内。
正式路線名稱上，久里濱站－大船站間是橫須賀線的一部分，大船站－東京站間是東海道本線的一部分，東京站－千葉站間是總武本線的一部分（总武快速线）。一部分列車由千葉站起再直通至總武本線成東站、內房線君津站、外房線上總一之宮站、成田線成田機場站、鹿島線鹿島神宮站。
该系统是1960年代為減輕東京通勤列車擁擠狀況而施行的「通勤五方面作戰」的一環，1972年（昭和47年）7月15日完成了總武本線东京站－锦丝町站间的新线敷设，以及锦丝町站－津田沼站間四线化，作为总武快速线的一部分运行，并在1980年（昭和55年）10月1日開始實行通稱SM分離（也稱MS分離）和SF直結（以下採用前者的「SM分離」表記）的运行模式调整，橫須賀線與總武快速線开始互相直通運行，本条目記載自此以後一体化的系统所使用的列車與車輛、運行形態等。

## 概要
该系统是连接东京站、纵贯东京都心南北的通勤、通学线路，并连接神奈川县横须贺市、逗子市、镰仓市等三浦半岛内的城市，以及横滨市、川崎市、千叶县西部的市川市、船桥市、习志野市和县厅所在地千叶市，部分列车直通运营至千叶县东部的山武市、成田市的成田国际机场、房总半岛西部的君津市、东部的一宮町、茨城县鹿嶋市。该系统也通过湘南新宿线和相铁·JR直通线列车的跨线运行，将横须贺线沿途的城镇以及神奈川西部的海老名市直接连接到新宿等东京副都心，并通过总武快速线提供都心到千叶县东北部的香取市、铫子市，以及房总半岛南部的馆山市、鸭川市的观光联络运输。此外，系统上也有机场特快列车“成田特快”以及东京站往千叶方向的特急列车运行。该线路是东京首个超过100公里的直通运转近郊铁路区间，起到了湘南新宿线（2001年开始运行）、上野东京线（2015年开始运行）的先驱作用。
该系统的千葉站－锦丝町站間由東日本旅客鐵道千葉支社管辖，馬喰町站－西大井站間由東京支社管辖，武藏小杉站－久里濱站間由橫濱支社管辖。運轉指令所为東京綜合指令室，列車運行管理系統为東京圈輸送管理系統（ATOS）。

### 列车方向
日本的铁路一般将离开起点站的列车称为“下行”，反方向为“上行”。横须贺线正式起点为大船站，东京站－大船站区间所属的东海道本线和总武本线均以东京站为起点。列车的方向如下所示：
- 横须贺线：东京站（大船站）→久里滨站方向为“下行”，久里滨站（大船站）→东京站方向为“上行”
- 总武快速线：东京站→千叶站方向为“下行”，千叶站→东京站方向为“上行”[14][15]

对于跨越两线运行的列车，由于在东京站会变换上下行方向，并不使用这一表示方法。2016年10月引入的车站编号以久里滨站→东京站→千叶站的顺序赋予。

### 系统名称
站内乘客指示方面，横须贺线内大多将东京·千叶方向标记为“横须贺·总武线（快速）”，久里滨方向标记为“横须贺线”，也有一些将东京·千叶方向标记为“总武線（快速）”（品川站）、“横須賀線（快速）”（大船站），武藏小杉站将两个方向均标记为“横須賀線”，逗子站和横须贺站两个方向均标记为“横須賀·总武線（快速）”。而在总武快速线内，东京、千叶方向均标注为“总武線（快速）”，特急列车停靠的锦丝町站和船桥站则标记为“总武線（特急·快速）”。此外，在东京站地下站台标注为“横須賀·总武線（快速）”、“横須賀·总武線（快速·成田特快）”、“横須賀·总武線（快速・特急潮骚号）”。
该系统运行的列车在线路牌上显示，即使是不跨两线运行的列车，一般也如此显示。
JTB发行的时刻表等将该系统称为“横須賀線·总武線（快速）”、JR東日本的线路图称之为“横須賀線·总武線快速”，而“横須賀・总武快速線”则是部分铁道兴趣杂志上的称呼。

## 线路概况
本章节分述横须贺·总武快速线所使用铁路线路的概况。。

#### 千叶站－津田沼站间
总武本线开通时，千叶站的位置更靠近现在东千叶站东北侧附近，东京开往房总的列车利用千叶站的配线转轨。车站在1963年4月28日迁至现在地点，东京前往总武、房总方向可以直通运行，但千叶站构内西千叶站侧的缓行线站台、房总方向站台、成田线站台的线路产生了平面交叉。1972年7月15日，总武本线津田沼站－锦丝町站间完成四线化改造，千叶站－津田沼站间完成复线化，快速列车和各站停车在千叶站集中，而幕张站、津田沼站也出现了缓行线、快速线、幕张电车区回库线路的平面交叉，这些位置成为了运输瓶颈。1981年7月6日，千叶站－津田沼站间完成四线化，这些平面交叉得到消除，同年12月20日千叶站的成田线和总武快速线完成立体交叉化。1984年2月1日，千叶站增设成田线站台。

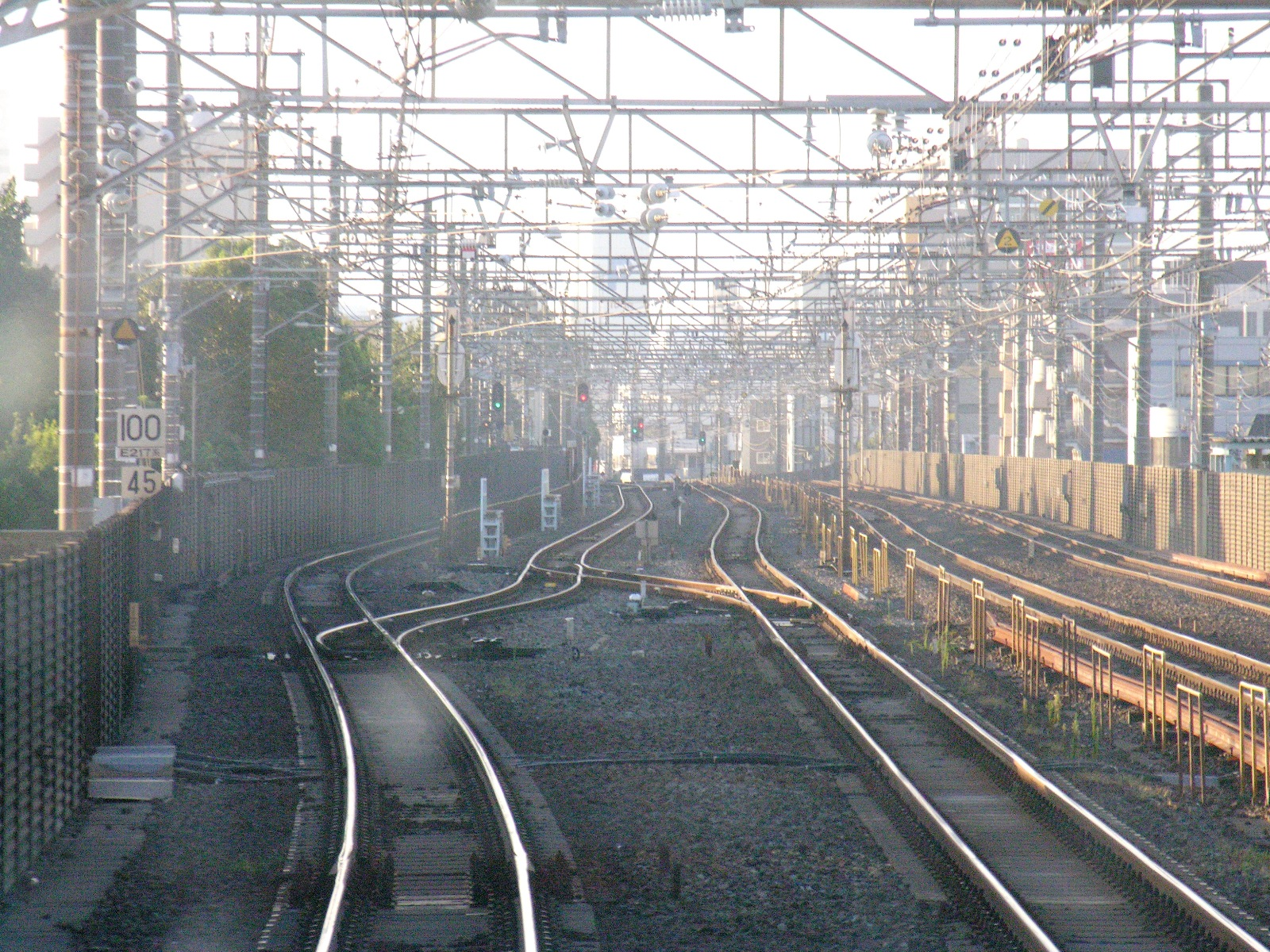
黑砂信号场

从千叶站出来后，位于海侧的缓行线和山侧的快速线并列形成线路别复复线。西千叶站和稻毛站间设黑砂信号场，该信号场是在千叶站－津田沼站间四线化之后，利用1975年3月10日关闭的千叶内燃车区的土地设置的，为上下主线＋中线（待避线）的“复线待避型”信号场，除了用于货物列车等的待避外，也用于千叶站到发的列车折返，由于有长大编组列车和货物列车往来，构内长度较大（有效长度约300m）。
通过黑砂信号场后进入稻毛站，该站在1981年10月1日调整运行图后升格为快速列车停靠站，为总武快速线最新开设的停车站，由于位于千叶站和幕张车辆中心之间，经常有房总区内线路使用的209系2000番台、2100番台回送列车通过。离开稻毛站后，从幕张站附近开始，快速线的上下行线间距拉大，通过千叶站－东京站间唯一一个铁路道口花立道口，从该处经过缓行线幕张本乡站后，在津田沼站千叶侧约2.5公里的位置，于快速线上下行线中间设置幕张车辆中心，这一中心在1972年7约5日以幕张电车区的名称成立，同月15日与津田沼站－锦丝町站区间四线化区段同步启用，构内全长2.5公里，最宽处120米，占地面积约22万平方米，中心的出入区从津田沼站和幕张站延伸出。2004年10月16日，幕张电车区更名为幕张车辆中心。
随后线路到达津田沼站，该站快速线和缓行线各有3条轨道，均为上下主线和中间待避线的设置。该站在四线化前为设有中间待避线的3线车站，并设有货物设备，车站的锦丝町侧设有分歧点连接津田沼电车区（现 习志野运输区）的连接线，四线化之后，津田沼电车区改为与缓行线相连。快速线的中间待避线为单线，延伸至幕张车辆中心的联络线。

#### 津田沼站－锦丝町站间

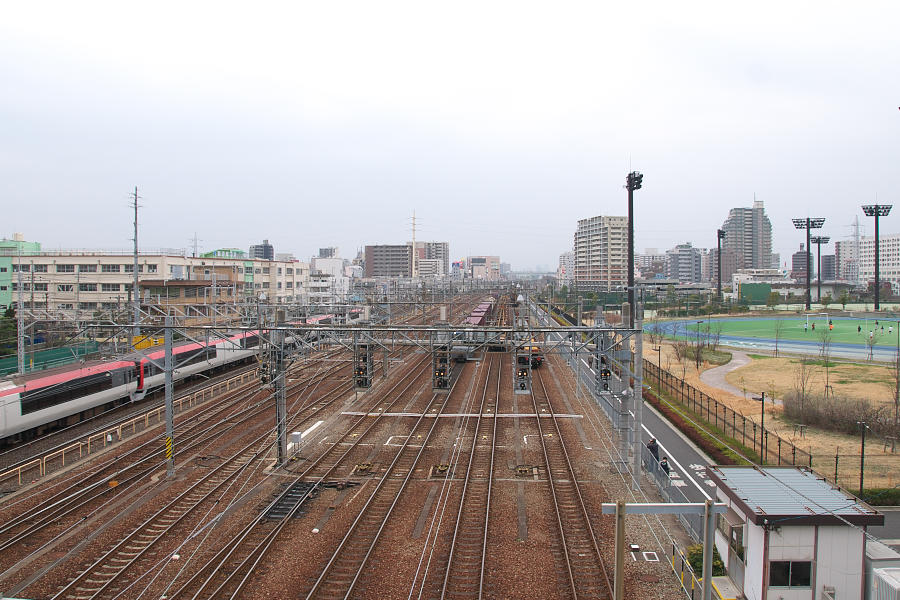
新小岩信号场

津田沼站－锦丝町站区间于1972年7月15日完成四线化，为总武本线最早的四线区间。离开津田沼站后，下一个设置快速线站台的是船桥站，为1台2线。之后通过不设快速线站台的西船桥站、下总中山站、本八幡站，到达快速线车站市川站，该站外侧设有通过线，供快速列车待避特急列车。通过市川站后，设桥梁跨越江户川，进入东京都界内，通过小岩站，接近山侧的新小岩信号场（旧 新小岩编组站），快速线设联络线接入信号场，其中快速线下行线上跨其中一条。该信号场北侧与新金货物线相连，新金货物线是总武本线的别线。
下一个快速站点为新小岩站，同样为1台2线，构内北侧设有通往越中岛货物站的单线货物线，该线为四线化工程的一环。通过新小岩站后，前述的货物线与本线并行，成为五线区间，这一货物线在龟户站千叶侧设跨线桥跨越快速线，并分歧往小名木川站、越中岛站两个货运站。
线路之后到达锦丝町站，该站为缓行线和快速线的分歧站，除了快速列车外，也有除成田特快以外的特急列车停靠。锦丝町站旅客站台原先为1台2线，北侧设有货运站和客货车区。由于四线化工程实施时，货物站会影响工程进行，故与两国站和龟户站一起，将货运业务集中至小名木川站和越中岛站，实现改良增强。由于客货车区也影响工程进行，设施转移至佐仓站。四线化后，该站的快速线和缓行线均设置站台，共2台4线，站构内北侧设置6条电留线，用于留置快速电车的车辆。

#### 锦丝町站－东京站间

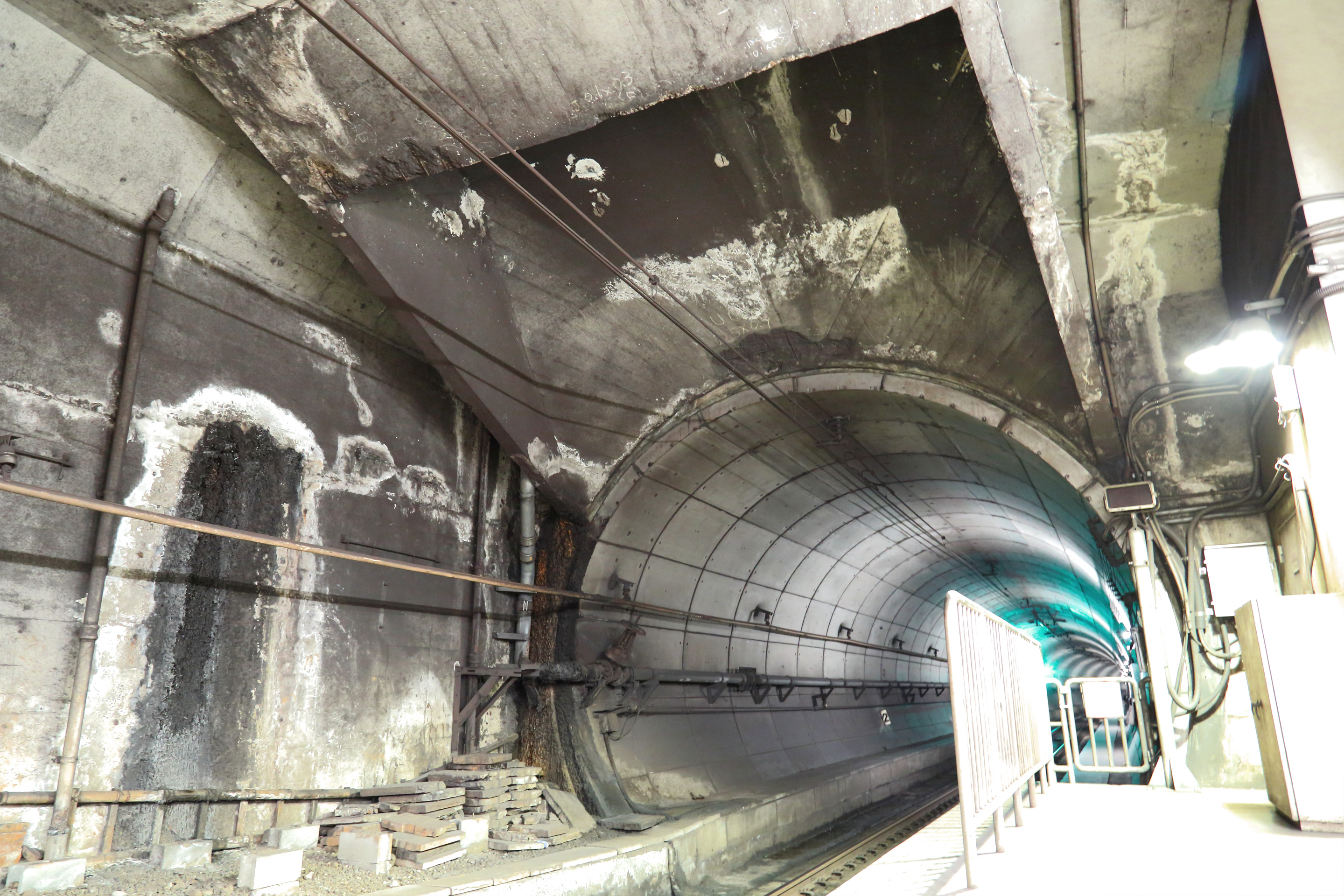
马喰町站往东京方向的盾构隧道

离开锦丝町站后，缓行线和快速线之间设置渡线，供新宿方向的列车转轨。该渡线的正前方与锦丝町站电留线延伸出的线路相连，并与下行线往上行线的渡线相连。随后在两国站也有类似的渡线，该渡线从两国站3站台股道连接至快速线上行线，之后与下行线相连，连接点位于快速线的两国站构内。
之后，快速线在江户东京博物馆和两国国技馆旁下坡，进入国铁的第一座市区隧道总武隧道（隧道从东京站－品川站称为东京隧道）。快速线的下一站为马喰町站，为JR站点中海拔最低的客运站（海拔-30.58米），与下一站新日本桥站一并于1972年7月15日启用。下一站为东京站，位于东京站丸之内站前广场地下，总武快速线站台位于地下5层，为2台4线，线路在此处与东京站以南的东京隧道（东海道本线的组成部分）相连，前往横须贺线方向。总武本线的起点站，在地下隧道开通当日起变更为东京站。

### 东京站－品川站

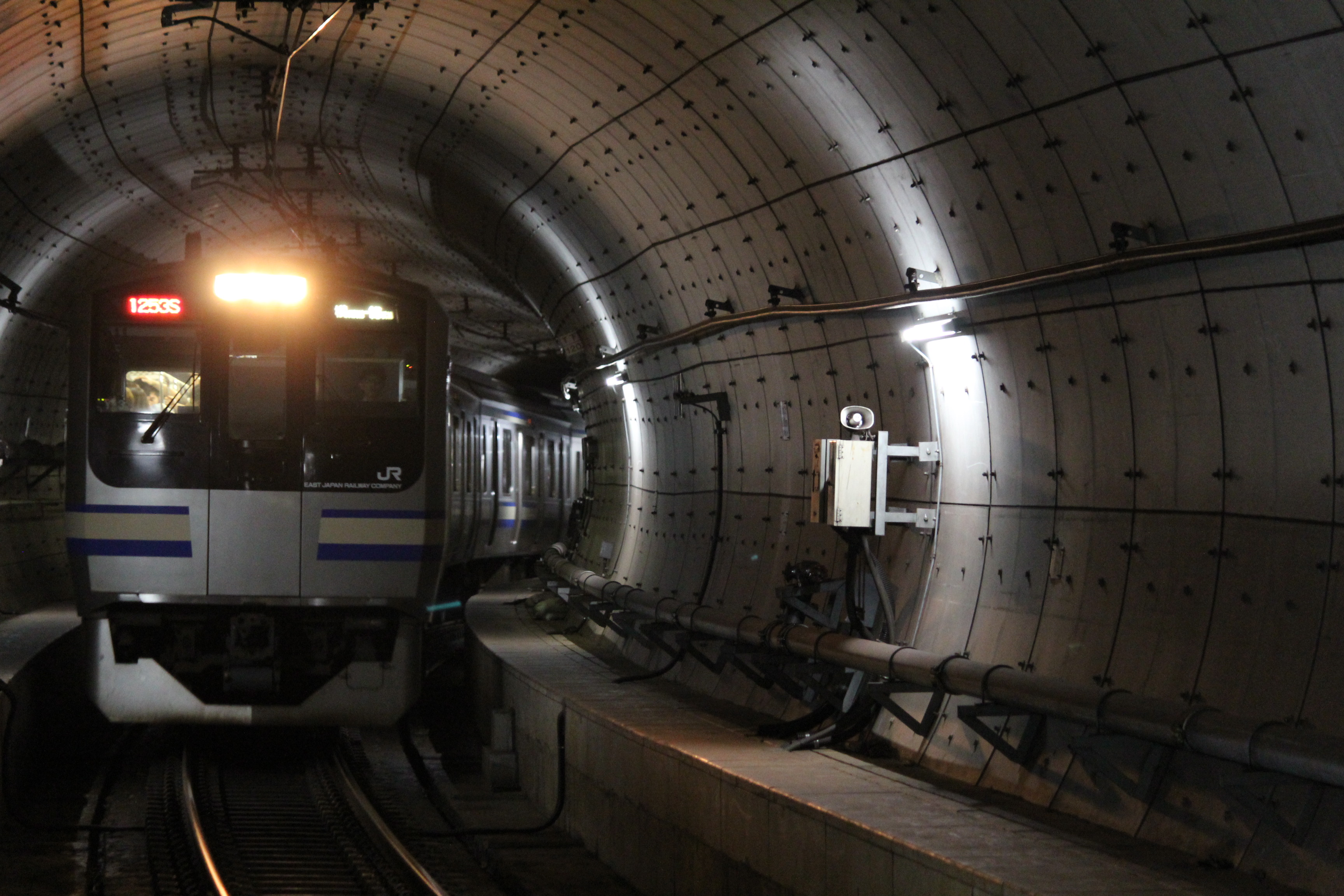
行经东京隧道的横须贺线列车（2017年7月2日 新桥站）

东京站地下站台于1972年7月15日、伴随两国站－东京站间线路增设和津田沼站－两国站间四线化工程完成而启用，车站北端与总武快速线相连。车站往南直至品川站附近的区段为地下线，称为“东京隧道”，在1976年10月1日伴随着东海道本线增线工程完成而启用，此时总武快速线列车运营至品川站，直至1980年10月1日横须贺线和东海道本线列车分线运营，开始与总武快速线直通运行。东京隧道的地下线沿着地面的东海道本线、京滨东北线、山手线向南延伸，中途设有新桥站地下站台，之后在东海道线和东海道新干线之间回到地面，进入品川站。在乘客导向信息中，该段属于“横须贺线”，但正式上属于东海道本线的一部分。

### 品鹤线区段（品川站－新鹤见信号场）

品鹤线在大崎站与其他线路的关系

离开品川站之后，线路下穿京急本线，与东海道新干线并行跨越东海道线和京滨东北线轨道向西南前进，经过与旧旅客线相距较远的新鹤见信号场，进入品鹤线区间。品鹤线原先是东海道本线的货物别线，1980年横须贺线与东海道本线的列车分线运行，品鹤线改为旅客线，供横须贺线列车行驶。线路在品川站－西大井站间的旧目黑川信号场与山手货物线分歧，山手货物线与山手线一齐转向右侧。线路之后上跨湘南新宿线和相铁·JR直通线列车行经的山手货物线大崎支線（通称蛇窪线）、临海线，在旧蛇窪信號場与大崎支线合流。。线路在合流点附近上跨东急大井町线，并转至东海道新干线正下方，到达1986年4月2日设置的西大井站。

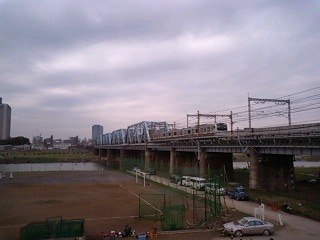
多摩川桥梁（2007年11月撮影）

之后线路在住宅区中行进，上跨国道1号（第二京滨），东海道新干线的桥梁逐渐移至线路右侧，以路基段和高架桥前进。线路下穿东急池上线和东急多摩川线，设多摩川桥梁与东海道新干线一同跨越多摩川，进入神奈川县范围，到达武藏小杉站。该站于2010年3月13日启用，可与南武线、东急东横线、东急目黑线换乘，并为特急“成田特快”停车站。
离开武藏小杉站后，线路与东海道新干线分离，转向东南方向，与南武线相距500米并行。品鹤线在此附近分为旅客线和货物线，四线区段上行旅客线以高架跨越下行货物线，旅客线和货物线之间开始不能转线，部分特急“湘南号”和相铁·JR直通线列车行经货物线。到达新鹤见信号场北端开始分歧，货物线与武藏野线（武藏野南线·货物线）合流后上下主线分离，中间包围新鹤见信号场构内线路和新鹤见机车区，并行的旅客线上行线在新鹤见机车区相邻位置回到地面，该处也是新川崎站所在位置。该站于1980年10月1日启用，是品鹤线转为旅客线初期的唯一车站。离开新川崎站后，旅客线与货物线在新鹤见信号场南端分歧，以高架上跨南武线货物支线（尻手短络线），该地离品川站起点13.9公里，为信号场的正式地点，该地点又称为割畑。

### 新鹤见信号场－大船站
线路回到地面后，继续与品鹤线货物线并行，下穿国道1号，再以高架上跨货物线，与东海道线川崎站方向并行，形成东海道线、京滨东北线、横须贺线的线路别三复线区段。从该处到大船站，经常出现横须贺线、湘南新宿线列车与东海道线、上野东京线列车并行的场景。之后，横须贺线轨道跨越鹤见川，从京滨东北线鹤见站西侧通过，再通过新子安站、东神奈川站，沿着住宅区前进，下穿国道1号（第二京滨）后到达横滨站。横滨站有地上的JR各线、京急本线、相铁本线、地下的东急东横线、港未来线、横滨市营地下铁蓝线停靠，运营企业数共计6家，为全日本最多。在增线工程中，为给横须贺线留出空间，部分车站站房进行了改造，横滨站的东急东横线站房搬迁，部分站台拓宽。

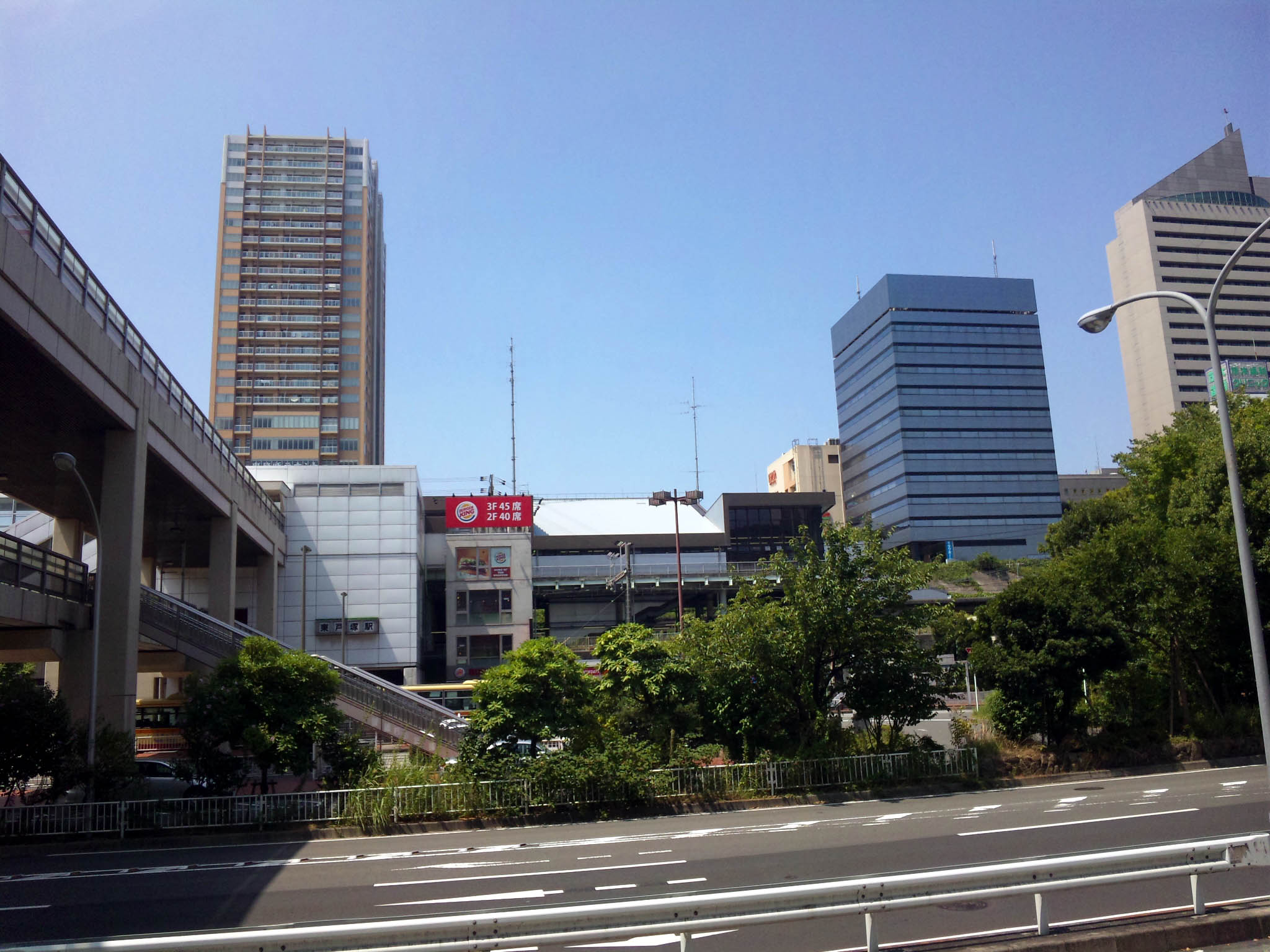
东户塚站

从横滨站开始，与京急本线、京滨东北线相连的根岸线向东南转出，相铁本线在横须贺线轨道西侧并行至西横滨站附近后向西北方向转出，横须贺线与东海道线形成的四线轨道沿住宅街继续延伸，并与东侧的国道1号（东海道）并行，到达保土谷站。在增线工程中，该站废除了原先横须贺线列车使用的东海道本线站台，而在旧货物线上增设新横须贺线站台。离开保土谷站后，线路转为西向，沿着多摩丘陵和三浦丘陵中间的山谷前进，下穿保土谷绕道，之后沿着与东海道线清水谷户隧道稍远的线位，进入品浓隧道，出隧道后与东海道货物线及该线路的猪久保隧道并行，与东海道线靠近，形成三复线，到达只有横须贺线列车停靠的东户塚站，该站是国铁应地方长期请求，于1980年10月1日新设的站点。
通过东户塚站后，线路沿着较缓的“S”形曲线进入工厂群，之后横须贺线下行线在户塚站北侧上跨东海道本线旅客线转至海侧，形成方向别复复线。之后到达与横滨市营地下铁蓝线换乘的户塚站。该站在旧货物线上设置横须贺线、东海道线上行站台，旧横须贺线、东海道线上下行站台则成为下行站台，使得横须贺线列车和东海道线列车能够同站台换乘。离开户塚站后沿柏尾川南下，上行线在大船站北侧上跨东海道线，与东侧的根岸线并行进入大船站，再次形成线路别复复线。大船站旧货物线上设置东海道线上行站台，旧东海道线上行站台成为东海道线下行站台。此外，过去的东海道线下行列车可在横须贺线上行站台（副本线）或下行站台（本线）发车，在东海道线下行线移设后，下行列车只能从横须贺线站台发车。目前横须贺线站台与东海道线藤泽方向的线路相连。根岸线延伸至大船站前，大船站的旅客线站台设3面6线，目前包含根岸线在内，为5面10线。大船站跨越横滨市和镰仓市边界，除了有东海道本线和根岸线接入外，湘南单轨电车江之岛线列车也在此站到发。

## 历史


### 两线通勤运力增强计划
随着日本迎来经济高速增长期，由于上下班高峰期拥挤情况日益严重，共用东海道本线旅客线运行的东京站－大船站间列车（包括东海道本线小田原、热海方向列车，以及横须贺线逗子、横须贺方向直通列车）班次不断加密，运力达到极限。另一方面，总武本线早高峰时段也面临严重拥挤的情况。国铁千叶铁道管理局（现东日本旅客铁道千叶支社）制定了多种计划方案，例如1962年公布的阶段方案：
- 将8节编组旧列车置换成10节编组的101系列车（日语：国鉄101系電車），力图增加20%运力；
- 与新宿站中央线快速上行列车一样，在新小岩站增设岛式站台，通过交替接发，缩短运行间隔20秒，进一步提高20%运力；
- 1965年－1970年间分别对御茶之水站－市川站、市川站－津田沼站、津田沼站－千叶站三个区间进行四线化，急行线行车时间将比1962年缩短25分钟，停车站预定为市川站、船桥站、津田沼站、千叶站，但东京都内站点未定，另外也将把货物列车分离，运力将提高2倍。

此外，还有在当时的最拥挤区间龟户站－新小岩站先行实施四线化的方案。
1965年，为缓解拥挤情况并提高运力，日本国有铁道（国铁）制订了首都圈通勤线路运力增加计划“通勤五方面作战”，这个是国铁在1964年终止1961年开始的第二个五年计划，并制定的1965至1971年间的第三次长期规划，目的是有计划地执行都市间旅客运输、长距离货物运输、大都市通勤运输增强计划，作为其中的城市近郊线路运力增强计划的一环，总武本线将进行快速线和缓行线的分离以及四线化，横须贺线则在东海道本线东京站－小田原站间的线路增设中，通过将东京站－大船站的横须贺线列车和湘南电车分线运行，按系统将线路分离。

### 总武快速线新设（四线化）

#### 总武快速线新设计划
总武快速线新设计划主要如下：
1. 新建（横须贺线品川站－）东京站－两国站地下隧道。东京站－锦丝町站间新建新日本桥站、马喰町站。
2. 两国站－津田沼站间以和在来线并设的方式，实行线路别复复线，与上述东京站－锦丝町站间合并，运行快速列车。
3. 快速停车站为第一项所述区间的站点，以及新小岩站、市川站、船桥站、津田沼站，在快速线设置站台。
4. 小岩站－西船桥站间以及船桥站附近高架化，其他区间的道口改造为立体交叉，共去除56处道口。
5. 货物处理站集中到新小岩站（此后该站的货物处理分离至新小岩编组站，现新小岩信号场站（日语：新小岩信号場駅）），西船桥站山侧进行集约、整理整合工作，龟户站－新小岩调站新增货物线，在龟户站附近与本线立体交叉。
6. 在津田沼站－幕张站之间新设幕张电车区（现），容纳总武快速线及房总本地线运用的113系、房总特急的183系、房总急行的165系列车幕张车辆中心（日语：幕張車両センター））。锦丝町站构内的客车编组场旧址为东京站地下站提供电留线功能。
7. 总武快速线与另一计划的东海道本线增线（品川站－东京站间地下区间）在东京站相互直通。
8. 津田沼站－千叶站间的四线化在1971年之后完成。

东京站－两国站间线路建设则有三个方案：
1. 既有线增设外侧复线（费用约380亿日元）
2. 在神田川上建设高架线引入神田站（费用约320亿日元）
3. 建设地下线直通东京站（费用约210亿日元，金额为计划时的预定额）

最终选择费用最少、距离最短的第三个方案。采用进入东京站的设计，也起到缓和以往作为东京站方向换乘站的秋叶原站拥挤情况的目的。
工程在1965年4月开始，由于穿越软弱地基，大部分区段采用盾构法施工，下穿隅田川的部分采用筑岛沉箱工法，将9座沉箱从两岸临时设置的人工岛下沉，在水中依次沿水平方向推进，连接沉箱。从该隧道开始的四线化区段位于两国站构内，但由于连续陡坡，无法设置站台。由于该区间很难确保信号观察距离，在国铁在来线上首次引入车内信号方式的列车自动控制系统（ATC）。由于属长大隧道，行驶的车辆仅限A基准对应的车辆，新制车辆主要限定为A-A基准对应的车辆，为此投入了按A-A基准新制造的113系1000番台和183系运营。此外，对于两国站以及新宿站到发的房总急行，由于使用的165系列车保安装置不对应，所以决定不进入地下区间。这一隧道被称为总武隧道（东京站－品川站间被称为东京隧道），是国铁的第一个市区隧道。当时还计划将普通列车的直排式厕所改为循环式厕所，并在开业前的1969年于幕张电车区开始建设污物处理设施。
在四线化工程中采用线路别复复线，是由于两国站和锦丝町站附近有大规模的立体交叉，而计划阶段将货物处理站集中在新小岩编组站和西船桥站山侧，此时为让上行货物列车进出货物站，需要设置横跨下行线的立体交叉。此外，采用线路别复复线，可避免快速列车的乘客集中，让各站停车的乘车率保持均衡。津田沼站－幕张站间的幕张电车区若采用线路别复复线，在四线向千叶延伸时，可在快速线上下行之间设置连接线。
两国站－锦丝町站的高架线间自开业以来一直使用上承式桁桥，但由于地基下沉和老化，新建了高架线。在龟户站－新小岩站间，另外建设了连接龟户站南下至小名木川站方向货物线的单线，路基拓宽为复线。虽然市川站和锦丝町站可待避优等列车，但由于锦丝町站暂时设定为所有列车停靠，没有敷设通过线，而是在站内的客车编组站旧址设置了电留线。锦丝町站是东京方向和御茶之水方向的分歧点。此外，西船桥站设置站台的计划被推迟。。

#### 快速线开通后、SM分离和开始相互直通运行前
1972年7月15日，总武快速线开通，起点站由御茶之水站改为东京站，此时包括两国站在内的锦丝町站－御茶之水站间成为总武本线支线（锦丝町为起点），因此总武本线（快速线）正式上并不经过两国站，因此两国站－津田沼站间建设的四线区间，正式线路上位于锦丝町站－津田沼站间，两国站到发的列车可经旅客线站台进入快速线，但正式上属于行经锦丝町站－两国站间的总武本线支线。
由于四线化区段只到津田沼站，津田沼站－千叶站间的各站停车和快速、特急列车共用线路，快速列车在津田沼站－千叶站间不停车。线路开通后，原先快速列车使用的10编组101系列车全部更换为新制造的11节编组113系列车，同时随着幕张电车区启用，列车均配属该区，这是由于确定今后要与横须贺线直通运行，需要更换为与缓行线列车不同的113系。此外，前往成田站和房总方向的直通运行也开始，成田站有8对列车，内房线木更津站、君津站有11对列车，外房线上总一之宫站、大原站有8对列车。
两国站和中央本线新宿站既有的急行列车以及房总方向的列车，升格为特急列车，新开特急“细波号”和“若潮号”，急行列车方面则新开急行“渚号”（なぎさ）（内房线环行）、急行“三崎号”（みさき）（外房线环行）绕房总半岛一周的优等列车。初期，总武本线和成田线的急行列车变动不大，但在1975年（昭和50年）3月10日调整运行图后，新开L特急“潮骚号”、“绫子号”，绕房总半岛一周的急行列车取消，包括房总方向在内的列车全部为电力动车组（153系、165系），成为各特急列车的补充列车。此外，是次调整后，该线路所有特急列车均在东京站地下站台到发。由于东京站地下通道拥挤成患，为缓解这一问题，1973年6月建成东京站－品川站间的并行线（地下线），1976年10月1日开通，早晚高峰时段的列车开始进入品川站，此后拓展至其他时段，工作日有46对、休息日有36对列车进入品川站。

### SM分离
东京站－大船站间运行的横须贺线列车被称为“S电”，湘南列车（东海道本线热海以东的普通列车）被称为“M电”，“SM分离”是指两种列车分开运行的模式。

#### 横须贺线列车和湘南列车路线分离计划

品川站以南、大崎站附近的线路图，从右上至左下的线路为品鹤线，从品川直接前往大井町的线路为原有的东海道线。

东京站－大船站横须贺线列车和湘南列车路线分离的主要计划如下：
1. 东京站－品川站间增设并行线（地下线）。
2. 品川站－鹤见站间改用品鹤货物线，其中新鹤见编组站（现 新鹤见信号场）（日语：新鶴見信号場）－鹤见站间东侧增设线路，设置既有货物线。
3. 新鹤见编组站构内增设新川崎站。
4. 鹤见站－大船站间在鹤见站－东户塚站增设货物列车并行线，同区间的既有货物线改为旅客线，东户塚站－大船站间在既有线基础上增设货物专用并行线。
5. 在保土谷站既有货物线上增设旅客站台[註 21]，货物设备转移到并行线上的新设站点（现 横滨羽泽站（日语：横浜羽沢駅））。

1968年3月，以连接先期动工的东京站－两国站间线路的方式，东京站－品川站间的地下线动工，与前一个区间一样，大部分采用盾构法施工，但新桥站和品川站构内有一部分使用明挖工法。后一区间与重要构筑物的交叉、邻接较多（有乐町啤酒街、地下铁线路等），隧道深度较大，部分区间由于地质恶劣施工困难，在隧道施工中采用了压缩、冻结、药液注入工法等多种新技术。该工程于1973年6月28日完成。
地面货物线的建设方面，在改用品鹤货物线的同时，于武藏野线和汐留站（现已废止）－东京货物总站－盐滨编组站（现 川崎货物站）－鹤见站间建设湾岸货物线，该线路在1973年10月至1976年3月逐步开通，货物列车转用该线。此外，由于横滨站附近的城市化发展，既有货物线的鹤见站－大船站间、鹤见站－东户塚站间难以增加线路，故决定建设向北绕行的货物新线，这一新线与武藏野货物线·新鹤见方向，或东京货物总站方向途经川崎货物站的线路，于鹤见站构内汇合，在京急本线花月总持寺站附近与根岸线方向的货物线（高岛线）分歧，在京急生麦站附近以隧道下穿东海道线旅客线等，在横滨线大口站附近以高架上跨其他线路，到达货物专用站横滨羽泽站，从该站经过两条隧道，在相铁本线上星川站附近以高架跨越后，以长大隧道穿过保土谷的丘陵地带，在东户塚站与旅客线合流。东户塚站－大船站间沿旅客线新建货物用复线，与东海道线列车、横须贺线列车使用的线路成为三复线区段。这些货物新线的建设，构成了汐留站－盐滨编组站－鹤见站－小田原站间的新货物路线，旨在分离东海道本线和横须贺线，大幅增强线路运力。

#### SM分离和相互直通运行的困难
1967年时，国铁原定于1971年4月启用东京站－津田沼站间的四线区段，以及东京站总武线侧的地下站台，并在1972年10月启用东京站－品川站间的地下隧道，并全面启用东京站地下站台，然而由于地下隧道遇到地质问题，工程受阻，总武快速线侧和东海道本线（横须贺线）侧的地下站台启用时间，分别推迟到1972年7月和1974年4月至1975年。总武快速线按计划在1972年7月15日开通，横须贺线虽然完成了前述的地下并行线工程，但由于鹤见站－东户塚站间的货物新线建设中遇到用地收购等困难，与湘南列车的分离运行未能按原计划进行。
1966年4月，国铁理事会决定启动东京站－小田原站间线路增设工程，同年5月批准工程实施计划后，为了收购用地，公布了货物新线建设计划。但由于计划发表过于突然，沿线没有直接受惠的居民展开了货物线建设反对活动，并在同年9月至1967年5月接连成立“货物线反对同盟”，6月份与各地的反对同盟联合，组成“反对同盟联合协议会”。不过在1969年6月，在与国铁交涉时，一些地区从绝对反对转为条件斗争，并退出反对同盟联合。同年，横滨市以缓和通勤运输为由，认为建设货物线不可避免，并要求国铁采取充分的噪声、震动对策，一些居民难以接受并强硬反对。1970年3月6日，横滨市议会通过了不采用反对情愿的决议，居民的反对运动整体转向条件斗争。
国铁在1970年2月17日依据土地征用法申请事业认定，反对同盟联合继续展开阻碍斗争，不过在1972年3月，部分反对建设的强硬派居民退出反对同盟联合，结成条件派的协议会，反对同盟联合在事实上分裂。就此，国铁在同年与条件派和赞成派就建设达成协议，线路基本全线开工，但横滨线交叉点附近500米的居民直至最后仍然强硬反对。1974年7月17日，时任建设大臣依据土地征用法，公布事业认定，对强硬反对的地区适用土地征收法。1978年6月3日，神奈川县征用委员会下达征用裁决，强制征用该地区。1976年3月前，其他区间已通过突击施工完成了新货物线建设。
受到前述反对运动的影响，新货物线推迟开通。东京站－品川站间已竣工的地下并行线由于前述的拥挤问题，于1976年10月1日以总武快速线延长线的形式开通。此外在1977年9月，国铁按照地方的长期请求，决定在保土谷站－户塚站间新增车站（东户塚站）。
经过这些曲折，1979年10月1日，新货物线开业，东京站－小田原站间完成线路增设工程，全面实现客货分离，其中东京站－大船站间自1980年10月1日起，实行横须贺线列车和湘南列车的分线运行，新川崎站、东户塚站在同日启用，横须贺线列车开始停靠保土谷站。在分离区间中，东京站－品川站区间继承了1976年10月1日启用的总武快速线地下区间，品川站－鹤见站区间转用1929年8月21日启用的货物专用线（品鹤线），鹤见站－大船站区间则转用1928年3月20日开通至平塚的货物线，该区间的横须贺线行车路线，除地下区段外，均为既有货物线转用而来。

### SM分离和开始相互直通后、民营化前

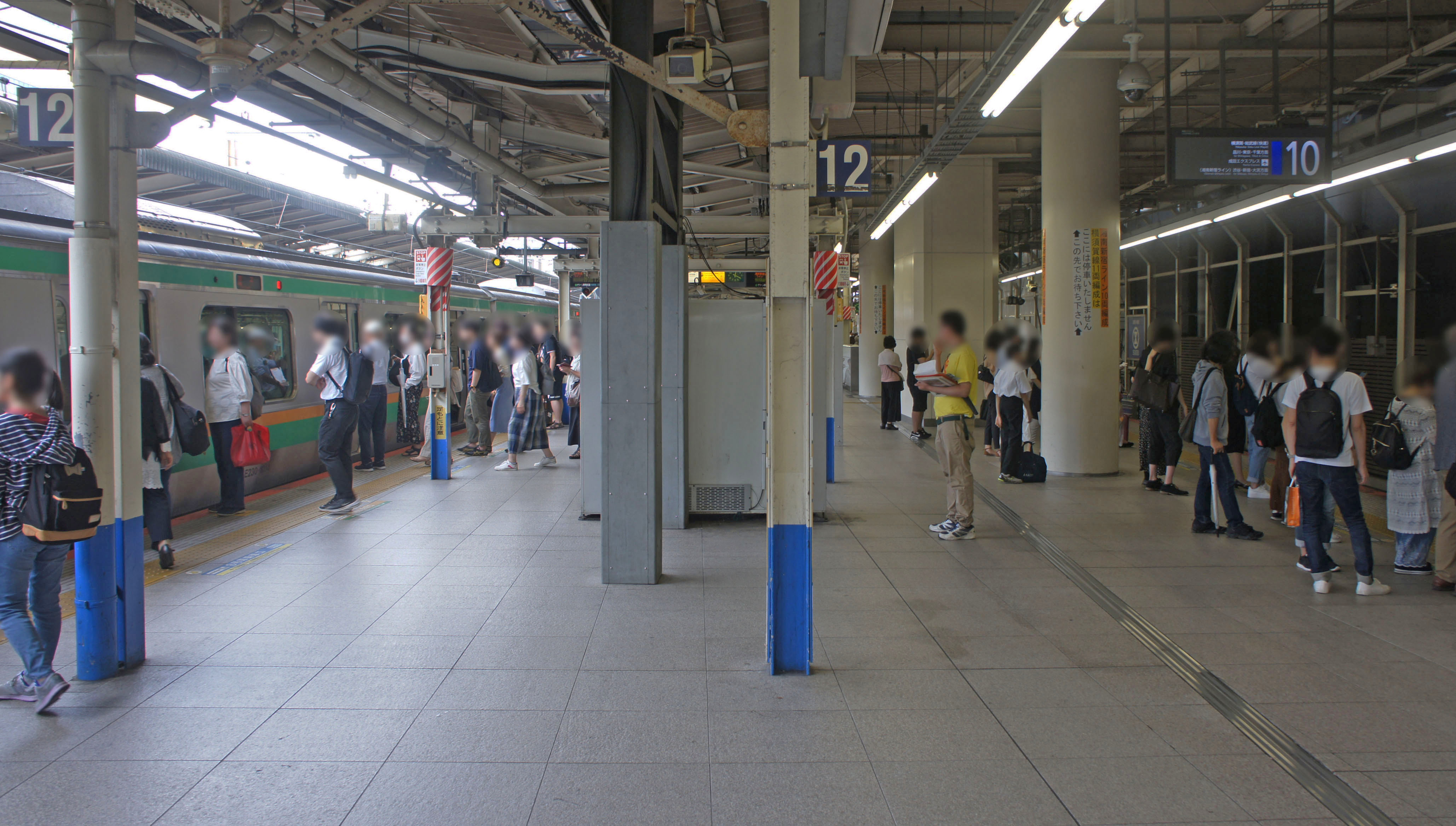
横须贺线与东海道线使用不同线路（图示为横滨站的横须贺线站台）

横须贺线和东海道本线实现按系统分离运营（SM分离）后，横须贺线和总武快速线开始相互直通运行（SF直结，其中“F”为总武快速线的列车编号）。同时，为了配合横须贺线的编组，幕张电车区所属的总武快速线运用列车加挂两节绿色车厢，最长达15编组。品川站－横滨站间由于要绕行品鹤线，行车距离比东海道本线长了2.9公里，所需时间延长5分钟，而从东京站地下站台回到地上需要3至5分钟，行车时间共延长8至10分钟。此外，由于两线实行直通运行，东京站出现坐席不足的问题。此次调整后，横须贺站－久里滨站的运行区间延长至逗子站，由附属的4节编组运行，这一安排延续至今。
相互直通约半年后的1981年3月1日，《交通新闻》报道横须贺线的情况如下：
- “早上7:30开始的一小时大船－横滨间的乘车率，东海道线从调整前的291%变为调整后的256%，横须贺线从调整前的311%变为调整后的213%。”
- “东海道本线的混杂率减少不大的理由，是由于横须贺线多花了5分多钟、东京站地下站台到八重洲口再花5分钟以上。”
- “尽管分离运行的优点看似微不足道，但户塚、横滨站的通勤客并没有悲壮感，非常悠闲。”

1981年7月6日，津田沼站－千叶站间四线化完成，锦丝町站－千叶站成为四线区间。同年10月1日调整运行图，横须贺线运行速度加快，停车时间缩短，品川站－横滨站间耗时之差缩短至1分30秒，日间时段改为每小时开行1班久里滨的直通列车，总武线快速列车加停稻毛站。同年12月20日，完成千叶站构内东京侧（缓行线西千叶站附近）总武本线·成田线与外房线·内房线的线路立体交叉。1982年11月15日调整运行图，两国站和新宿站到发的急行列车全部升格为特急列车，其中新开行两国站－铫子站间（成田线环行）的特急“水合号”（すいごう）。1984年2月1日调整运行图，横须贺线东京站－大船站间最高速度从95公里/小时提高为100公里/小时，实现了东海道线和横须贺线的早高峰通勤时段拥挤率持平的目标，此外还在千叶站增设成田线站台，当初计划的设备基本完成。1984年7月23日，东京站－津田沼站间新开行“Home Liner津田沼”列车。1986年4月2日西大井站开业。之后在1987年4月1日，国铁分割民营化，该系统由东日本旅客铁道继承。

### 成田机场联络运输
总武本线四线化的目的，除了通勤运输外，还有成田机场联络运输。1972年7月15日总武快速线开业后，开行8对成田站直通列车。1973年，随着机场启用的前景逐渐明朗，国铁准备使用总武快速线绿色车厢（SaRo 113型）作为联络交通列车，但由于机场反对运动激化，机场启用的前景再度不明朗，SaRo 113型被借出至横须贺线，又被迫在幕张电车区留置。机场启用时间在1978年逐步明朗，3月1日起，每天开行的9对千叶站到发的快速列车延长至成田站，加上之前的8对列车，成田站每小时有1对列车运行，总武快速线的部分列车随之改为13节编组。
受到地方强烈的建设反对运动影响，机场启用时间大幅推迟至同年5月20日。此外，从成田机场至成田站仍需乘坐约25分钟的公共汽车，机场运输主要依靠京成电铁“Skyliner”列车和东京机场交通的豪华客车，这些线路从东京都心到成田机场都需要2个小时左右，机场也被称为“又远又不便的成田机场”。此后计划的成田新干线工程又因沿线兴起的反对运动，在1983年被冻结，并在1987年4月1日分割民营化后失效，不过工程完成了与成田线的立交（成田市土屋）、到成田机场的路基、机场正下方的地下站台、东京站地下站台和部分联络通道
同年，时任运输大臣石原慎太郎指示使用已建成的设施，将JR成田线和京成本线延长至成田机场。1991年3月19日，成田线机场支线成田站－成田机场站开通运营，新开行特急“成田特快”列车，成田特快（每小时1至2对）和快速列车（每小时1对）进入成田机场，列车途经总武快速线。与此同时，特急“细波号”、“若潮号”改经前一年进入东京站的京叶线，除临时列车外，不再行经总武快速线。线路开通后，横须贺·总武快速线成为成田机场的联络铁路，成田机场到发的快速列车在同年5月1日获得“Airport成田”的爱称。1992年12月3日，机场第2候机楼站启用。此外，1991年4月26日至1992年11月29日间，为补充特急“成田特快”，（大船站－）东京站－成田机场站间开行特别快速“Airport成田”，作为临时列车。2018年3月17日调整运行图后，快速列车不再使用“Airport成田”的爱称。

### 民营化后
横须贺·总武快速线在国铁时代使用的113系1000番台、1500番台列车，在完成全列空调化后，继续使用至民营化之后，自出厂后运行了20多年，但时刻表最高速度设在100公里/小时。1994年12月3日调整运行图后，30辆不锈钢车体的E217系（基本编成11辆共2组、附属编成4辆共2组）投入运营。此次调整后，东京站－成田站（部分到成田机场站）工作日分别在早间上行方向和晚间下行方向开行1对通勤快速列车。1999年12月4日调整运行图，幕张电车区的113系1000番台、1500番台列车被E217系置换，最高运行速度提高至120公里/小时，东京站－千叶站间的行车时间平均压缩2至3分钟，最快38分钟（通勤快速为33分钟）。
1991年3月16日开始，开行八街方向的列车，本系统运营区间延伸至佐仓以东，1999年12月4日调整运行图后，八街方向的列车进一步延伸至成东站，11节基本编组的列车开始进入佐仓以东区段。2001年12月1日，湘南新宿线开始运营，横须贺线在日间（以新宿站为准，10时至17时）于新宿站－逗子站、横须贺站间每小时开行1对列车，使用215系和E217系，这些列车一直运行到2004年10月16日调整运行图前一天为止。2008年3月15日调整运行图，品川站增设横须贺线站台，部分东京站到发的总武快速线列车延长至品川站。2010年3月13日，武藏小杉站启用。2015年3月14日调整运行图，东京站－内房线馆山站间在工作日开行一对特别快速列车，但在约2年后，于2017年3月4日时刻表调整中取消。
1993年10月24日，锦丝町站－市川站间的保安装置改为ATS-P；10月31日：市川站－千叶站间、东户塚站－大船站间的保安装置也改为ATS-P。2004年2月29日，随着ATC设备老化，东京隧道（品川站－锦丝町站间）内的保安装置从ATC改为ATS-P，闭塞方式从车内信号闭塞式改为自动闭塞式。至此，该系统实现保安装置统一化。此外在2000年9月30日，东京站－津田沼站间引入东京圈输送管理系统（ATOS）。2020年2月9人，千叶站引入ATOS，总武快速线幕张站－千叶站间与千叶站电子联动化，也开始使用ATOS。
2018年9月4日，JR东日本宣布将E217系置换为新型E235系1000番台列车，本系统在2020年12月21日开始使用新列车。2018年12月8日，新小岩站开始使用站台门，是首次在本系统及有绿色车厢运行的线路上使用站台门。2019年10月12日，受台风19号的大雨影响，武藏小杉站横须贺线构内遭受水灾。

## 运行形态

本系统的列车始发终到站，包括横须贺线东京站、品川站、大船站、逗子站、横须贺站、久里滨站，以及总武快速线东京站、津田沼站、千叶站（部分到总武本线（千叶以东）佐仓站、成东站、成田线成田机场站、鹿岛线鹿岛神宫站、外房线上总一之宫站、内房线木更津站、君津站，其中木更津站只有始发列车）。横须贺线和总武快速线的列车以直通列车为主，各线内也有区间运行列车。
定期运行的列车类型中，除了特急列车和部分区间共用线路的列车外，横须贺线为“普通”列车，总武快速线为“快速”列车。横须贺·总武快速线的时刻表除了主要运行站点外，其他站点没有时间设定。列车编号为3位或4位，第1位和第2位表示始发站出发时刻，后两位是运用番号，末尾在横须贺线内标注S，总武快速线内标注F，不过只在逗子站－久里滨站之间运行的列车，末尾标注为H。从横须贺线进入总武快速线的直通列车，在东京站会将列车种别从“普通”变更为“快速”，列车编号后两位从偶数改为奇数（偶数+1），末尾的字母从S改为F；从总武快速线进入横须贺线的直通列车，在东京站会将列车种别從“快速”变更为“普通”，列车编号后两位从偶数改为奇数（偶数+1），末尾的字母从F改为S。
横须贺线区间内，武藏小杉站－鹤见站之间与武藏野线（通称：武藏野南线）构成线路别复复线，鹤见站－横滨站间与东海道本线、京滨东北线构成三复线，横滨站－东户塚站间与东海道本线构成线路别复复线，东户塚站－大船站之间与东海道本线、东海道货物线构成三复线（其中在户塚站至大船站间，与东海道本线构成线路别复复线）。总武快速线内，锦丝町站－千叶站间与总武缓行线构成线路别复复线，总武快速线不停靠的站点没有设置快速站台。
除了逗子站－久里滨站的区间列车外，全区间运行的列车为11节编组或15节编组。千叶侧的11节为基本编成（1－11号车），久里滨侧的4节为附属编成（增1－增4号车），基本编成的4、5号车为绿色车厢。以逗子站为界，站台有效长度不同，直通横须贺站、久里滨站的15节编组列车，会在逗子站将附属编成分割或合并。2012年3月17日调整运行图前，基本编成在逗子站到发，附属编成在横须贺站或久里滨站到发。只在日间运行的逗子站－久里滨站区间列车使用4节编组列车（附属编成）。
关于列车方向牌，E217系列车不论运行区间为何，车头方向指示牌均显示“横须贺线－总武线”，直通千叶站以东、以南各线的列车在各线内也如此显示，而侧面指示牌则不分种类，均为单独显示站名。E235系列车则与其他线路一样，显示列车种别和方向，侧面显示普通或快速。
若因运营受阻中止相互直通运行时，列车会改为东京站到发。日常运行图或直通运行中止时，东京站的折返列车大多会互相接续。年末年初，品川站－逗子站、横须贺站间实行通宵运营，约60分钟一班车，总武快速线基本不实行通宵运营（但中央·总武缓行线、成田线会实行通宵运营）。

### 各列车种别的到发站和运行时间
本章节记载2022年3月12日之后的列车种别。

#### 普通、快速
在久里滨站－千叶站全区间运行。除了全区间运行的列车外，也有横须贺站、逗子站、大船站、品川站、东京站、津田沼站到发的列车。部分列车在总武快速线内的市川站、津田沼站、千叶站待避特急列车通过。2022年3月调整运行图，该区间所有列车统一种别。

##### 横须贺线内列车
包括逗子站－久里滨站间以附属编成运行的区间列车、出入镰仓车辆中心并在大船站到发的列车。以附属编成运行的区间列车，上下行均在8点至16点运行。离开车辆中心的大船站发逗子、横须贺、久里滨方向下行列车工作日开行9班（5点至7点6班、15点至16点3班），休息日大船发逗子、久里滨方向的列车有7班（5点至7点4班，15点至16点3班），夜间进入中心的逗子发大船方向上行列车工作日开行2班，休息日开行1班。
此外，还有下行东京发大船、逗子、横须贺、久里滨方向的列车，以及上行久里滨、横须贺、逗子、大船发东京方向的列车（横须贺、大船发出的列车仅限休息日），以及品川发久里滨方向的下行首班车、久里滨发品川方向的上行末班车。另外，部分东京方向的列车会与东京发出的总武快速线列车（工作日3班，休息日8班）接续。

##### 相互直通列车
包括横须贺线久里滨站、横须贺站、逗子站、大船站到发，总武快速线津田沼站、千叶站到发的列车，也有经千叶站往返总武本线佐仓站、成东站、成田线成田站、成田机场站、内房线君津站、外房线上总一之宫站的列车，以及内房线木更津发逗子方向、久里滨发鹿岛线鹿岛神宫方向的列车（仅工作日）。只有工作日有5对品川站折返的列车（早间4对，傍晚1对），品川方向的列车中，早间有3班从津田沼站发出，1班从佐仓站发出，傍晚的1班从千叶发往品川；品川发出的列车中，早间4班往津田沼，傍晚1班往千叶。此外，工作日早高峰不前往千叶站以东、以南的直通列车在津田沼站（部分在千叶站）折返。

##### 总武快速线内列车
包括东京站、津田沼站、千叶站到发的列车，以及津田沼站－千叶站间的列车。后者为进出幕张车辆中心的列车，津田沼发出的下行列车工作日有6班，休息日有4班，除了每天各1班的上总一之宫方向、成田机场方向的列车外，均往千叶方向；上行的2班则为千叶发津田沼方向。此外，日间每小时有1至2班列车在东京站到发。工作日早高峰东京到发、不直通千叶站以东、以南的列车，在津田沼站、千叶站折返。部分东京站到发的列车在市川站待避成田特快等特急列车。部分东京方向的列车与东京发出的横须贺线列车接续（工作日1班，休息日8班）。

##### 千叶站以东、以南到发的列车
千叶站以东、以南到发的列车种别均为“快速”，均在千叶站进入其他线路。其中，在总武本线千叶站－佐仓站间的总武本线、成田线、鹿岛线直通列车，与外房线千叶站－苏我站间列车和外房线·内房线直通列车共线运行。列车编号则是总武快速线内的列车编号加上3000，末尾字母保持为F。
直通区间标示方面，由于所有列车经过千叶站，除总武本线和外房线外，按“千叶站－各线路起点站－最远直通车站”顺序表示。113系、E217系、E235系列车车头方向牌仍显示“横须贺线－总武线”，E235系则延续总武快速线内的显示内容。
总武本线（直通区间：千叶站－成东站）
到佐仓站为止，停靠除东千叶站以外各站。2022年3月调整运行图前，工作日早高峰也开行通勤快速列车，停靠除物井站外的快速车站。早间也有开行佐仓站折返的列车。前往佐仓以东的列车，只在成东站到发，包括早间上行1班、夜间1对，其中早间的列车为11节编组“快速”，在成东站－佐仓站间只停靠八街站，并在佐仓站与4节附属编成分割或合并；夜间的1对列车在佐仓站－成东站间为4节附属编成“普通”列车，并在佐仓站与成田机场到发的11节编组列车分割或合并，在佐仓站以西为“快速”。1999年12月4日调整运行图前，早间上行的列车也以4节附属编成运行，两个方向的列车均在佐仓站与11节编组列车分割或合并。
佐仓站到发的列车方面，佐仓站早间发出的列车包括工作日4班、休息日3班，往久里滨、逗子、品川（仅工作日）方向；往佐仓的列车则包括工作日6班（早上2班、夜间4班）、休息日5班（早上1班，傍晚4班），从久里滨、横须贺、逗子（仅工作日）、大船、东京发出。
成东站到发的列车方面，包括成东发往久里滨、大船（仅工作日早间）、东京（仅休息日早间）的列车，以及逗子发往成东的列车。
成田线（直通区间：千叶站－佐仓站－成田机场站）
途经总武本线佐仓站，停靠除东千叶站外各站，每小时1班以上列车（25对）从成田站进入机场支线运行。早高峰也有成田站到发的列车。
成田机场站到发的列车从1991年3月调整后开行，成田机场发出的列车在2002年11月30日以前、成田机场方向的列车在2018年3月16日以前，被昵称为“Airport成田”，但本系统内的停车站与其他快速列车相同。此外，2022年3月11日以前开行的通勤快速列车中，早上有1班从成田机场发出。
成田机场站到发的列车，包括成田机场发出，开往久里滨、横须贺（仅工作日）、逗子、大船、东京的列车，以及成田机场方向，久里滨、横须贺、逗子、大船（仅休息日）、东京、津田沼发出的列车。此外，夜间1对成东站到发的列车，以及夜间的一班鹿岛神宫方向下行列车，会连结附属编成，在佐仓站分割或合并。
成田站有2对列车到发，早上成田发出的列车中，工作日往逗子、大船方向，休息日往逗子、东京方向；傍晚成田方向的列车均为东京、久里滨发车。这些列车均为快速。
鹿岛线（直通区间：千叶站－香取站－鹿岛神宫站）
经由千叶站－佐仓站－成田站－香取站，早间上行1班、夜间下行1班。列车在千叶站－佐仓站间为“快速”，以15节编组运行；佐仓站－鹿岛神宫站间为“普通”，以4节附属编成运行。列车在佐仓站与11节基本编成分割或合并。2004年10月16日调整后只有下行列车，2015年3月14日调整后再度设置上行列车。
鹿岛神宫站到发的列车，包括鹿岛神宫发往东京（工作日）和大船的列车（休息日），以及久里滨（工作日）和东京（休息日）发往鹿岛神宫的列车。
外房线（直通区间：千叶站－上总一之宫站）
上总一之宫站到发的列车以早晚为中心开行10对。列车在千叶站－大网站间为各站停车，大网站－上总一之宫站间只停靠茂原站。过去还有胜浦站（1998年12月6日前）、大原站（2004年10月15日前）到发的列车。
上总一之宫站到发的列车中，包括上总一之宫发往久里滨、逗子（仅休息日）、大船、东京的列车，以及上总一之宫方向，久里滨、横须贺、逗子、大船（仅工作日）、东京、津田沼。
“房总夏日时刻表”实施期间，开行安房鸭川站到发的快速“白砂号”，详见后文。
内房线（直通区间：千叶站－苏我站－君津站）
途经外房线，停靠本千叶站、苏我站，在苏我站直通内房线。列车停靠内房线苏我站以南除岩根站外的各站。直通列车数量仅次于成田线，除部分时段外，每小时开行1班左右（20对），早上从木更津发出，其他在君津站到发。2007年3月16日前，也有姊崎站到发的列车，此后也有因运营受阻而临时开行的情况。
2015年3月14日调整前曾开行特别快速列车，2017年3月4日调整后取消。
君津站到发的列车中，包括君津发往久里滨、逗子、大船、东京的列车，以及君津方向久里滨、横须贺、逗子、大船（工作日）、东京发的列车。此外，早上也有木更津发往逗子的列车。
“房总夏日时刻表”实施期间，开行馆山站到发的快速“青海号”，详见后文。

#### 特急列车
本系统的定期特急列车包括前往成田国际机场的机场联络列车“成田特快”，以及铫子站方向的特急“潮骚号”。

##### 成田特快
列车在八王子站、新宿站、大船站－成田机场站之间运行。大船站到发的列车行经本系统的大船站－千叶站区间，八王子站、新宿站到发的列车则从旧目黑川信号场进入本系统，行驶至千叶站。此外，大部分列车在东京站分割或合并。分割或合并的列车中，大船站到发的列车先到发，八王子站、新宿站到发的列车后到发，成田机场方向和大船、新宿方向的列车，前面的车厢为大船站到发，后面的车厢为八王子、新宿到发。2022年3月调整前，曾开行大宫站、池袋站到发的列车，与新宿站到发的列车一样，均行经山手货物线，池袋站到发的列车大多不在东京站分割或合并。
2014年3月至2016年12月间，也在休息日作为临时列车延长至横须贺站，大船站以南停靠北镰仓站、镰仓站、逗子站。

##### 潮骚号列车
在东京站－铫子站间行驶，东京站－千叶站间行经总武快速线。列车开行7对，其中1班上行列车（4号）为佐仓发出，1对列车为成东站到发，其他均为铫子站到发。

### 部分区间共用线路的列车

#### 湘南新宿线和相铁·JR直通线
本系统的旧蛇窪信号场－户塚站（东海道线系统从大船站东海道线站台到发）、逗子站区间与湘南新宿线共线，其中横须贺线系统在共线区段停靠各站，东海道线系统则为越行西大井站、新川崎站、保土谷站、东户塚站的快速或特别快速。日间每小时4班（横须贺线系统和东海道线系统各2班）。包括横须贺线内结束的列车在内，时刻表上所有停车站均设定时间。2019年11月30日开始，相铁·JR直通线列车在旧蛇窪信号场－鹤见信号场（北端）与本系统共线。
年末年初实行通宵运营，宇都宫站、小山站、大宫站－新宿站－西大井站－大船站、逗子站间开行湘南新宿线宇都宫线直通列车，间隔约60分钟。

#### 其他旅客列车
旧蛇窪信号场－新鹤见信号场（北端）间
定期列车
- 特急“踊子号”（休息日新宿发1号和池袋发5号、池袋方向18号）
- 特急“Saphir踊子号”（仅休息日新宿发）
- 特急“湘南号”

锦丝町站－千叶站间
定期列车
- 特急“梓号”“富士回游号”

临时列车
- 特急“新宿若潮号”
- 特急“新宿细波号”

其他区间
- 特急“镰仓号”（户塚站－镰仓站间）

#### 货物列车
大船站－逗子站间、旧蛇窪信号场－鹤见信号场（北端）间、新小岩信号场站－千叶站间有日本货物铁道（JR货物）的货物列车运行。

### 日间1小时班次数目
日间时段（10时－16时），以东京站到发时间为基准，本系统列车时刻表发车间隔不等，模式不规则，如下表所示。此外，下表标有括号的站名表示本系统不设站台的车站，※表示列车运行没有固定模式。此外，特急列车只记载成田特快，未记载潮骚号列车。
| 线路名            | 线路名                                                | 横须贺线                                              | 横须贺线                                              | 横须贺线                                              | 横须贺线                                              | 横须贺线                                              | 横须贺线                                              | 横须贺线                                              | 东海道本线 （横须贺线）                               | 东海道本线 （横须贺线）                               | 东海道本线 （横须贺线）                               | 东海道本线 （横须贺线）                               | 东海道本线 （横须贺线）                               | 东海道本线 （横须贺线）                               | 东海道本线 （横须贺线）                               | 东海道本线 （横须贺线）                               | 东海道本线 （横须贺线）                               | 东海道本线 （横须贺线）                               | 东海道本线 （横须贺线）                               | 东海道本线 （横须贺线）                               | 东海道本线 （横须贺线）                               | 东海道本线 （横须贺线）                               | 东海道本线 （横须贺线）                               | 东海道本线 （横须贺线）                               | 总武本线 （总武快速线）                               | 总武本线 （总武快速线）                               | 总武本线 （总武快速线）                               | 总武本线 （总武快速线）                               | 总武本线 （总武快速线）                               | 总武本线 （总武快速线）                               | 总武本线 （总武快速线）                               | /                                                     | /                                                |
| 种别/站名         | 种别/站名                                             | 久里滨                                                | 久里滨                                                | …                                                     | 逗子                                                  | 逗子                                                  | …                                                     | 大船                                                  | 大船                                                  | 户塚                                                  | 户塚                                                  | …                                                     | （鹤见）                                              | （鹤见）                                              | …                                                     | （新鹤见信号场（北端））                              | （新鹤见信号场（北端））                              | …                                                     | （旧 蛇窪信号场）                                     | （旧 蛇窪信号场）                                     | （旧 目黑川信号场）                                   | （旧 目黑川信号场）                                   | …                                                     | 东京                                                  | 东京                                                  | …                                                     | 津田沼                                                | 津田沼                                                | …                                                     | 千叶                                                  | 千叶                                                  | …                                                     |                                                  |
| ----------------- | ----------------------------------------------------- | ----------------------------------------------------- | ----------------------------------------------------- | ----------------------------------------------------- | ----------------------------------------------------- | ----------------------------------------------------- | ----------------------------------------------------- | ----------------------------------------------------- | ----------------------------------------------------- | ----------------------------------------------------- | ----------------------------------------------------- | ----------------------------------------------------- | ----------------------------------------------------- | ----------------------------------------------------- | ----------------------------------------------------- | ----------------------------------------------------- | ----------------------------------------------------- | ----------------------------------------------------- | ----------------------------------------------------- | ----------------------------------------------------- | ----------------------------------------------------- | ----------------------------------------------------- | ----------------------------------------------------- | ----------------------------------------------------- | ----------------------------------------------------- | ----------------------------------------------------- | ----------------------------------------------------- | ----------------------------------------------------- | ----------------------------------------------------- | ----------------------------------------------------- | ----------------------------------------------------- | ----------------------------------------------------- | ------------------------------------------------ |
| 横须贺·总武快速线 | 特急 “成田特快”                                       |                                                       |                                                       |                                                       |                                                       |                                                       |                                                       | 1班                                                   | 1班                                                   | 1班                                                   | 1班                                                   | 1班                                                   | 1班                                                   | 1班                                                   | 1班                                                   | 1班                                                   | 1班                                                   | 1班                                                   | 1班                                                   | 1班                                                   | 1班                                                   | 1班                                                   | 1班                                                   | 1班                                                   | 1班                                                   | 1班                                                   | 1班                                                   | 1班                                                   | 1班                                                   | 1班                                                   | 1班                                                   | 成田线 成田机场→                                      | 成田线 成田机场→                                 |
| 横须贺·总武快速线 | 特急 “成田特快”                                       | ←新宿                                                 | ←新宿                                                 | ←新宿                                                 | ←新宿                                                 | ←新宿                                                 | ←新宿                                                 | ←新宿                                                 | ←新宿                                                 | ←新宿                                                 | ←新宿                                                 | ←新宿                                                 | ←新宿                                                 | ←新宿                                                 | ←新宿                                                 | ←新宿                                                 | ←新宿                                                 | ←新宿                                                 | ←新宿                                                 | ←新宿                                                 | 1班                                                   | 1班                                                   | 1班                                                   | 1班                                                   | 1班                                                   | 1班                                                   | 1班                                                   | 1班                                                   | 1班                                                   | 1班                                                   | 1班                                                   | 成田线 成田机场→                                      | 成田线 成田机场→                                 |
| 横须贺·总武快速线 | 特急 “成田特快”                                       | ←池袋                                                 | ←池袋                                                 | ←池袋                                                 | ←池袋                                                 | ←池袋                                                 | ←池袋                                                 | ←池袋                                                 | ←池袋                                                 | ←池袋                                                 | ←池袋                                                 | ←池袋                                                 | ←池袋                                                 | ←池袋                                                 | ←池袋                                                 | ←池袋                                                 | ←池袋                                                 | ←池袋                                                 | ←池袋                                                 | ←池袋                                                 | 1班                                                   | 1班                                                   | 1班                                                   | 1班                                                   | 1班                                                   | 1班                                                   | 1班                                                   | 1班                                                   | 1班                                                   | 1班                                                   | 1班                                                   | 成田线 成田机场→                                      | 成田线 成田机场→                                 |
| 横须贺·总武快速线 | 普通 （横须贺线）                                     | 1－2班                                                | 1－2班                                                | 1－2班                                                | 1－2班                                                |                                                       |                                                       |                                                       |                                                       |                                                       |                                                       |                                                       |                                                       |                                                       |                                                       |                                                       |                                                       |                                                       |                                                       |                                                       |                                                       |                                                       |                                                       |                                                       |                                                       |                                                       |                                                       |                                                       |                                                       |                                                       |                                                       |                                                       |                                                  |
| 横须贺·总武快速线 | 普通 （横须贺线）                                     | ※                                                     |                                                       |                                                       |                                                       |                                                       |                                                       |                                                       |                                                       |                                                       |                                                       |                                                       |                                                       |                                                       |                                                       |                                                       |                                                       |                                                       |                                                       |                                                       |                                                       |                                                       |                                                       |                                                       |                                                       |                                                       |                                                       |                                                       |                                                       |                                                       |                                                       |                                                       |                                                  |
| 横须贺·总武快速线 | 普通 （横须贺线）                                     |                                                       | ※                                                     |                                                       |                                                       |                                                       |                                                       |                                                       |                                                       |                                                       |                                                       |                                                       |                                                       |                                                       |                                                       |                                                       |                                                       |                                                       |                                                       |                                                       |                                                       |                                                       |                                                       |                                                       |                                                       |                                                       |                                                       |                                                       |                                                       |                                                       |                                                       |                                                       |                                                  |
| 横须贺·总武快速线 | 普通、快速 （相互直通列车）                           | 1－3班                                                | 1－3班                                                | 1－3班                                                | 1－3班                                                | 1－3班                                                | 1－3班                                                | 1－3班                                                | 1－3班                                                | 1－3班                                                | 1－3班                                                | 1－3班                                                | 1－3班                                                | 1－3班                                                | 1－3班                                                | 1－3班                                                | 1－3班                                                | 1－3班                                                | 1－3班                                                | 1－3班                                                | 1－3班                                                | 1－3班                                                | 1－3班                                                | 1－3班                                                | 1－3班                                                | 1－3班                                                | 1－3班                                                | 1－3班                                                | 1－3班                                                | 1－3班                                                | 1－3班                                                | 成田线 成田机场→ 外房线 上总一之宫→ 内房线 君津→      | 成田线 成田机场→ 外房线 上总一之宫→ 内房线 君津→ |
| 横须贺·总武快速线 | 普通、快速 （相互直通列车）                           |                                                       | 1－4班                                                |                                                       |                                                       |                                                       |                                                       |                                                       |                                                       |                                                       |                                                       |                                                       |                                                       |                                                       |                                                       |                                                       |                                                       |                                                       |                                                       |                                                       |                                                       |                                                       |                                                       |                                                       |                                                       |                                                       |                                                       |                                                       |                                                       |                                                       |                                                       | 成田线 成田机场→ 外房线 上总一之宫→ 内房线 君津→      | 成田线 成田机场→ 外房线 上总一之宫→ 内房线 君津→ |
| 横须贺·总武快速线 | 快速 （总武快速线）                                   |                                                       |                                                       |                                                       |                                                       |                                                       |                                                       |                                                       |                                                       |                                                       |                                                       |                                                       |                                                       |                                                       |                                                       |                                                       |                                                       |                                                       |                                                       |                                                       |                                                       |                                                       |                                                       |                                                       | 1－4班                                                | 1－4班                                                | 1－4班                                                | 1－4班                                                | 1－4班                                                | 1－4班                                                |                                                       | 成田线 成田机场→ 外房线 上总一之宫→ 内房线 君津→      | 成田线 成田机场→ 外房线 上总一之宫→ 内房线 君津→ |
| 横须贺·总武快速线 | 快速 （总武快速线）                                   |                                                       |                                                       |                                                       |                                                       |                                                       |                                                       |                                                       |                                                       |                                                       |                                                       |                                                       |                                                       |                                                       |                                                       |                                                       |                                                       |                                                       |                                                       |                                                       |                                                       |                                                       | ※                                                     |                                                       |                                                       |                                                       |                                                       |                                                       |                                                       |                                                       |                                                       |                                                       |                                                  |
| 湘南新宿线        |                                                       |                                                       |                                                       |                                                       |                                                       |                                                       |                                                       |                                                       |                                                       |                                                       |                                                       |                                                       |                                                       |                                                       |                                                       |                                                       |                                                       |                                                       |                                                       |                                                       |                                                       |                                                       |                                                       |                                                       |                                                       |                                                       |                                                       |                                                       |                                                       |                                                       |                                                       |                                                       |                                                  |
| 特别快速          | ←东海道线 小田原                                      | ←东海道线 小田原                                      | ←东海道线 小田原                                      | ←东海道线 小田原                                      | ←东海道线 小田原                                      | ←东海道线 小田原                                      | [ 区 2 ]                                              | [ 区 2 ]                                              | [ 区 2 ]                                              | 1班                                                   | 1班                                                   | 1班                                                   | 1班                                                   | 1班                                                   | 1班                                                   | 1班                                                   | 1班                                                   | 1班                                                   | 1班                                                   | 高崎线 高崎→                                          | 高崎线 高崎→                                          | 高崎线 高崎→                                          | 高崎线 高崎→                                          | 高崎线 高崎→                                          | 高崎线 高崎→                                          | 高崎线 高崎→                                          | 高崎线 高崎→                                          | 高崎线 高崎→                                          | 高崎线 高崎→                                          | 高崎线 高崎→                                          | 高崎线 高崎→                                          | 高崎线 高崎→                                          |                                                  |
| 快速              | ←东海道线 平塚                                        | ←东海道线 平塚                                        | ←东海道线 平塚                                        | ←东海道线 平塚                                        | ←东海道线 平塚                                        | ←东海道线 平塚                                        | [ 区 2 ]                                              | [ 区 2 ]                                              | [ 区 2 ]                                              | 1班                                                   | 1班                                                   | 1班                                                   | 1班                                                   | 1班                                                   | 1班                                                   | 1班                                                   | 1班                                                   | 1班                                                   | 1班                                                   | 高崎线 笼原→                                          | 高崎线 笼原→                                          | 高崎线 笼原→                                          | 高崎线 笼原→                                          | 高崎线 笼原→                                          | 高崎线 笼原→                                          | 高崎线 笼原→                                          | 高崎线 笼原→                                          | 高崎线 笼原→                                          | 高崎线 笼原→                                          | 高崎线 笼原→                                          | 高崎线 笼原→                                          | 高崎线 笼原→                                          |                                                  |
| 快速              |                                                       |                                                       |                                                       | 1班                                                   | 1班                                                   | 1班                                                   | 1班                                                   | 1班                                                   | 1班                                                   | 1班                                                   | 1班                                                   | 1班                                                   | 1班                                                   | 1班                                                   | 1班                                                   | 1班                                                   | 1班                                                   | 1班                                                   | 1班                                                   | 宇都宫线 宇都宫→                                      | 宇都宫线 宇都宫→                                      | 宇都宫线 宇都宫→                                      | 宇都宫线 宇都宫→                                      | 宇都宫线 宇都宫→                                      | 宇都宫线 宇都宫→                                      | 宇都宫线 宇都宫→                                      | 宇都宫线 宇都宫→                                      | 宇都宫线 宇都宫→                                      | 宇都宫线 宇都宫→                                      | 宇都宫线 宇都宫→                                      | 宇都宫线 宇都宫→                                      |                                                       |                                                  |
| 普通              | 1本                                                   | 1本                                                   | 1本                                                   | 1本                                                   | 1本                                                   | 1本                                                   | 1本                                                   | 1本                                                   | 1本                                                   | 1本                                                   | 1本                                                   | 1本                                                   | 1本                                                   | 1本                                                   | 1本                                                   | 1本                                                   |                                                       |                                                       |                                                       | 宇都宫线 宇都宫→                                      | 宇都宫线 宇都宫→                                      | 宇都宫线 宇都宫→                                      | 宇都宫线 宇都宫→                                      | 宇都宫线 宇都宫→                                      | 宇都宫线 宇都宫→                                      | 宇都宫线 宇都宫→                                      | 宇都宫线 宇都宫→                                      | 宇都宫线 宇都宫→                                      | 宇都宫线 宇都宫→                                      | 宇都宫线 宇都宫→                                      | 宇都宫线 宇都宫→                                      |                                                       |                                                  |
| 相铁·JR直通线     | ←相铁线 海老名                                        | ←相铁线 海老名                                        | ←相铁线 海老名                                        | ←相铁线 海老名                                        | ←相铁线 海老名                                        | ←相铁线 海老名                                        | ←相铁线 海老名                                        | ←相铁线 海老名                                        | ←相铁线 海老名                                        | ←相铁线 海老名                                        | ←相铁线 海老名                                        | ←相铁线 海老名                                        | [ 区 3 ]                                              | [ 区 3 ]                                              | [ 区 3 ]                                              | [ 区 3 ]                                              | 2班                                                   | 2班                                                   | 2班                                                   | 2班                                                   | 埼京线 新宿→                                          | 埼京线 新宿→                                          | 埼京线 新宿→                                          | 埼京线 新宿→                                          | 埼京线 新宿→                                          | 埼京线 新宿→                                          | 埼京线 新宿→                                          | 埼京线 新宿→                                          | 埼京线 新宿→                                          | 埼京线 新宿→                                          | 埼京线 新宿→                                          | 埼京线 新宿→                                          |                                                  |
| 注释              | 种别 1. 区间 1. 2. 3. 运行 1. 2. 3. 4. 5. 6. 7. 8. 9. | 种别 1. 区间 1. 2. 3. 运行 1. 2. 3. 4. 5. 6. 7. 8. 9. | 种别 1. 区间 1. 2. 3. 运行 1. 2. 3. 4. 5. 6. 7. 8. 9. | 种别 1. 区间 1. 2. 3. 运行 1. 2. 3. 4. 5. 6. 7. 8. 9. | 种别 1. 区间 1. 2. 3. 运行 1. 2. 3. 4. 5. 6. 7. 8. 9. | 种别 1. 区间 1. 2. 3. 运行 1. 2. 3. 4. 5. 6. 7. 8. 9. | 种别 1. 区间 1. 2. 3. 运行 1. 2. 3. 4. 5. 6. 7. 8. 9. | 种别 1. 区间 1. 2. 3. 运行 1. 2. 3. 4. 5. 6. 7. 8. 9. | 种别 1. 区间 1. 2. 3. 运行 1. 2. 3. 4. 5. 6. 7. 8. 9. | 种别 1. 区间 1. 2. 3. 运行 1. 2. 3. 4. 5. 6. 7. 8. 9. | 种别 1. 区间 1. 2. 3. 运行 1. 2. 3. 4. 5. 6. 7. 8. 9. | 种别 1. 区间 1. 2. 3. 运行 1. 2. 3. 4. 5. 6. 7. 8. 9. | 种别 1. 区间 1. 2. 3. 运行 1. 2. 3. 4. 5. 6. 7. 8. 9. | 种别 1. 区间 1. 2. 3. 运行 1. 2. 3. 4. 5. 6. 7. 8. 9. | 种别 1. 区间 1. 2. 3. 运行 1. 2. 3. 4. 5. 6. 7. 8. 9. | 种别 1. 区间 1. 2. 3. 运行 1. 2. 3. 4. 5. 6. 7. 8. 9. | 种别 1. 区间 1. 2. 3. 运行 1. 2. 3. 4. 5. 6. 7. 8. 9. | 种别 1. 区间 1. 2. 3. 运行 1. 2. 3. 4. 5. 6. 7. 8. 9. | 种别 1. 区间 1. 2. 3. 运行 1. 2. 3. 4. 5. 6. 7. 8. 9. | 种别 1. 区间 1. 2. 3. 运行 1. 2. 3. 4. 5. 6. 7. 8. 9. | 种别 1. 区间 1. 2. 3. 运行 1. 2. 3. 4. 5. 6. 7. 8. 9. | 种别 1. 区间 1. 2. 3. 运行 1. 2. 3. 4. 5. 6. 7. 8. 9. | 种别 1. 区间 1. 2. 3. 运行 1. 2. 3. 4. 5. 6. 7. 8. 9. | 种别 1. 区间 1. 2. 3. 运行 1. 2. 3. 4. 5. 6. 7. 8. 9. | 种别 1. 区间 1. 2. 3. 运行 1. 2. 3. 4. 5. 6. 7. 8. 9. | 种别 1. 区间 1. 2. 3. 运行 1. 2. 3. 4. 5. 6. 7. 8. 9. | 种别 1. 区间 1. 2. 3. 运行 1. 2. 3. 4. 5. 6. 7. 8. 9. | 种别 1. 区间 1. 2. 3. 运行 1. 2. 3. 4. 5. 6. 7. 8. 9. | 种别 1. 区间 1. 2. 3. 运行 1. 2. 3. 4. 5. 6. 7. 8. 9. | 种别 1. 区间 1. 2. 3. 运行 1. 2. 3. 4. 5. 6. 7. 8. 9. | 种别 1. 区间 1. 2. 3. 运行 1. 2. 3. 4. 5. 6. 7. 8. 9. | 种别 1. 区间 1. 2. 3. 运行 1. 2. 3. 4. 5. 6. 7. 8. 9. |                                                  |

上表中，湘南新宿线高崎线－东海道线直通列车在户塚站－大船站间、相铁·JR直通线列车在新鹤见信号场（北端）－鹤见站间行经同一区间，但使用不同线路（参照上表）。
日间1小时的开行班次，横须贺线区间内平均为4班，最多7班；总武快速线区间平均5班，最多8班。不过在横须贺线区间逗子站－久里滨站间，逗子站到发的相互直通列车被同区间的2班区间列车和1班相互直通列车替代，该区间基本为1小时3班。旧蛇窪信号场－逗子站间的横须贺线列车数，计入了湘南新宿线宇都宫线－横须贺线直通列车和高崎线－东海道线直通列车，也计入了相铁·JR直通线的列车。

### 跨线列车使用的分歧、连接点
途经该系统线路的列车很多，部分列车通过下述连接点跨线至其他线路上（带※号表示分歧点或连接点没有正式识别，用最接近的站点表示）。
| 线路/分歧、连接点 | 线路/分歧、连接点 | 途经该分歧、连接点的线路或列车名                                 | 备注 | 来源                                 |
| ----------------- | ----------------- | ---------------------------------------------------------------- | --- | ------------------------------------ |
| 横须贺线          | ※品川站           | 池袋站、新宿站方向到发的特急“成田特快”                           | 半数特急“成田特快”为相同号数的列车，也有东海道本线和品鹤线之间进出的列车行经，但仅限回送列车，无图定列车。                     | [ 96 ] [ 97 ] [ 90 ] [ 91 ]          |
| 横须贺线          | ※西大井站         | 湘南新宿线、相铁·JR直通线、新宿站方向到发的特急列车              | 对于湘南新宿线，仅宇都宫线－横须贺线系统的列车停靠，湘南新宿线高崎线－东海道线系统、新宿站方向到发的特急列车不停靠。           | [ 14 ] [ 93 ] [ 98 ] [ 99 ] [ 100 ]  |
| 横须贺线          | ※武藏小杉站       | 相铁・JR直通线、新宿站方向到发的特急列车                         | 湘南新宿线高崎线－东海道线系统在品鹤线内只停该站，成田特快等特急列车也停靠该站，湘南新宿线列车通过。                           | [ 14 ] [ 93 ] [ 98 ] [ 99 ] [ 100 ]  |
| 横须贺线          | ※鹤见站           | 相铁・JR直通线、品鹤线、武藏野线（武藏野南线）的特急和快速列车等 | 没有设置横须贺线站台，东海道本线旅客线和货物线也没有站台。                                                                     | [ 101 ] [ 102 ] [ 103 ]              |
| 横须贺线          | 户塚站            | 東海道本線、湘南新宿线高崎线－东海道线系统等                     | 通过大船侧上下行线的交叉渡线连接东海道本线和横须贺线，但基本没有列车跨越两条线路。                                             | [ 14 ] [ 104 ] [ 105 ]               |
| 横须贺线          | 大船站            | 综合车辆制作所横滨事业所的甲种运输列车                           | 过去也有根岸线直通列车行经，横须贺线站台镰仓侧可以前往东海道本线的线路，但基本没有列车行经。                                   | [ 14 ] [ 104 ] [ 105 ]               |
| 横须贺线          | 逗子站            | 综合车辆制作所横滨事业所的甲种运输列车                           | 湘南新宿线（宇都宫线－横须贺线直通系统）最南端到发站。该站也有连接综合车辆制作所横滨事业所的专用线。                           | [ 14 ] [ 106 ]                       |
| 总武快速线        | ※锦丝町站         | 新宿站到发并途经中央急行线、总武缓行线的特急列车                 | 通过两国侧的缓行线和快速线渡线连接。                                                                                           | [ 46 ] [ 41 ] [ 42 ] [ 107 ] [ 108 ] |
| 总武快速线        | 新小岩信号场      | 总武本线货物支线（越中岛支线、新金货物线）                       | 分别与站内南侧的越中岛线（同信号场－越中岛货物站间）和北侧的新金线（同信号场－金町站间）连接。千叶站方向的货物列车在此站折返。 | [ 41 ] [ 42 ] [ 107 ]                |
| 总武快速线        | 千叶站            | 总武本线（特急“成田特快”等） 外房线（苏我站方向的货物列车）等    | 缓行线最东端站。幕张车辆中心下属的总武线、成田线、鹿岛线、内房线、外房线、东金线列车在回送该中心时行经总武快速线，途经该站。   | [ 109 ]                              |

带※号的分歧点或连接点具体说明如下：
| 分歧、连接点 邻近车站 | 分歧、连接点 邻近车站                                                                                      | 名称                                              | 正式 分歧、连接站 | 理由 | 参考              | 注释                |
| 分歧、连接点 邻近车站 | 分歧、连接点 邻近车站                                                                                      | 途经列车                                          | 正式 分歧、连接站 | 理由 | 参考              | 注释                |
| --------------------- | --- | ------------------------------------------------- | ----------------- | --- | ----------------- | ------------------- |
| 未正式识别的地点      | 品川站－西大井站间品川侧 （山手货物线分歧、连接点） 邻近车站：品川站                                       | 旧・目黑川信号场                                  | 品川站            | 两个信号场（包括大崎支线的线路）均在大崎站构内，正式上品鹤线不经过。 | 铁道要览 兴趣杂志 | [ 註 49 ]           |
| 未正式识别的地点      | 品川站－西大井站间品川侧 （山手货物线分歧、连接点） 邻近车站：品川站                                       | 特急“成田特快”                                    | 品川站            | 两个信号场（包括大崎支线的线路）均在大崎站构内，正式上品鹤线不经过。 | 铁道要览 兴趣杂志 | [ 註 49 ]           |
| 未正式识别的地点      | 品川站－西大井站间西大井侧 （通称：与大崎支线（大崎站至该地点的联络线）的分歧、连接点） 邻近车站：西大井站 | 旧・蛇窪信号场                                    | 品川站            | 两个信号场（包括大崎支线的线路）均在大崎站构内，正式上品鹤线不经过。 | 铁道要览 兴趣杂志 | [ 註 49 ]           |
| 未正式识别的地点      | 品川站－西大井站间西大井侧 （通称：与大崎支线（大崎站至该地点的联络线）的分歧、连接点） 邻近车站：西大井站 | 湘南新宿线 相铁·JR直通线 新宿站方向到发的特急列车 | 品川站            | 两个信号场（包括大崎支线的线路）均在大崎站构内，正式上品鹤线不经过。 | 铁道要览 兴趣杂志 | [ 註 49 ]           |
| 未正式识别的地点      | 馬喰町站－锦丝町站间地下隧道两国端 （两国站旧旅客列车站台与线路的分歧、连接点） 邻近车站：锦丝町站         | 两国站（快速线）                                  | 锦丝町站          | 两国站不在总武快速线的正线上，而是与缓行线和快速线的联络线相连，两国站到发并进入快速线的列车需要行经该联络线。 | 铁道要览 兴趣杂志 | [ 註 50 ]           |
| 未正式识别的地点      | 馬喰町站－锦丝町站间地下隧道两国端 （两国站旧旅客列车站台与线路的分歧、连接点） 邻近车站：锦丝町站         | B.B.BASE 过去也有两国站到发的特急、急行列车行经   | 锦丝町站          | 两国站不在总武快速线的正线上，而是与缓行线和快速线的联络线相连，两国站到发并进入快速线的列车需要行经该联络线。 | 铁道要览 兴趣杂志 | [ 註 50 ]           |
| 与正式说法有所偏移    | 武藏小杉站－新川崎站间武藏小杉站南道口附近（与货物线的分歧、连接点） 邻近车站：武藏小杉站                  | 新鹤见信号场（北端）                              | 鹤见站            | 新鹤见信号场正式地点：品川站起13.9公里，也即新川崎站－鹤见站间去往南武线（通称：尻手短络线）的连接点。 从该地点进入货物线的列车正式上通过新川崎站（品川站起12.7公里），正式连接新鹤见信号场的线路是武藏野线和南武线。 另外，新鹤见信号场－鹤见站间是品鹤线（东海道本线）、武藏野线以及南武线的三重复区间。 | 铁道要览 兴趣杂志 | [ 註 51 ] [ 註 52 ] |
| 与正式说法有所偏移    | 武藏小杉站－新川崎站间武藏小杉站南道口附近（与货物线的分歧、连接点） 邻近车站：武藏小杉站                  | 相铁·JR直通线 新宿站方向到发的特急列车等          | 鹤见站            | 新鹤见信号场正式地点：品川站起13.9公里，也即新川崎站－鹤见站间去往南武线（通称：尻手短络线）的连接点。 从该地点进入货物线的列车正式上通过新川崎站（品川站起12.7公里），正式连接新鹤见信号场的线路是武藏野线和南武线。 另外，新鹤见信号场－鹤见站间是品鹤线（东海道本线）、武藏野线以及南武线的三重复区间。 | 铁道要览 兴趣杂志 | [ 註 51 ] [ 註 52 ] |

### 过去运行的列车
本节记载该系统过去开行的列车，包括新宿站、两国站到发的列车。

#### Airport成田

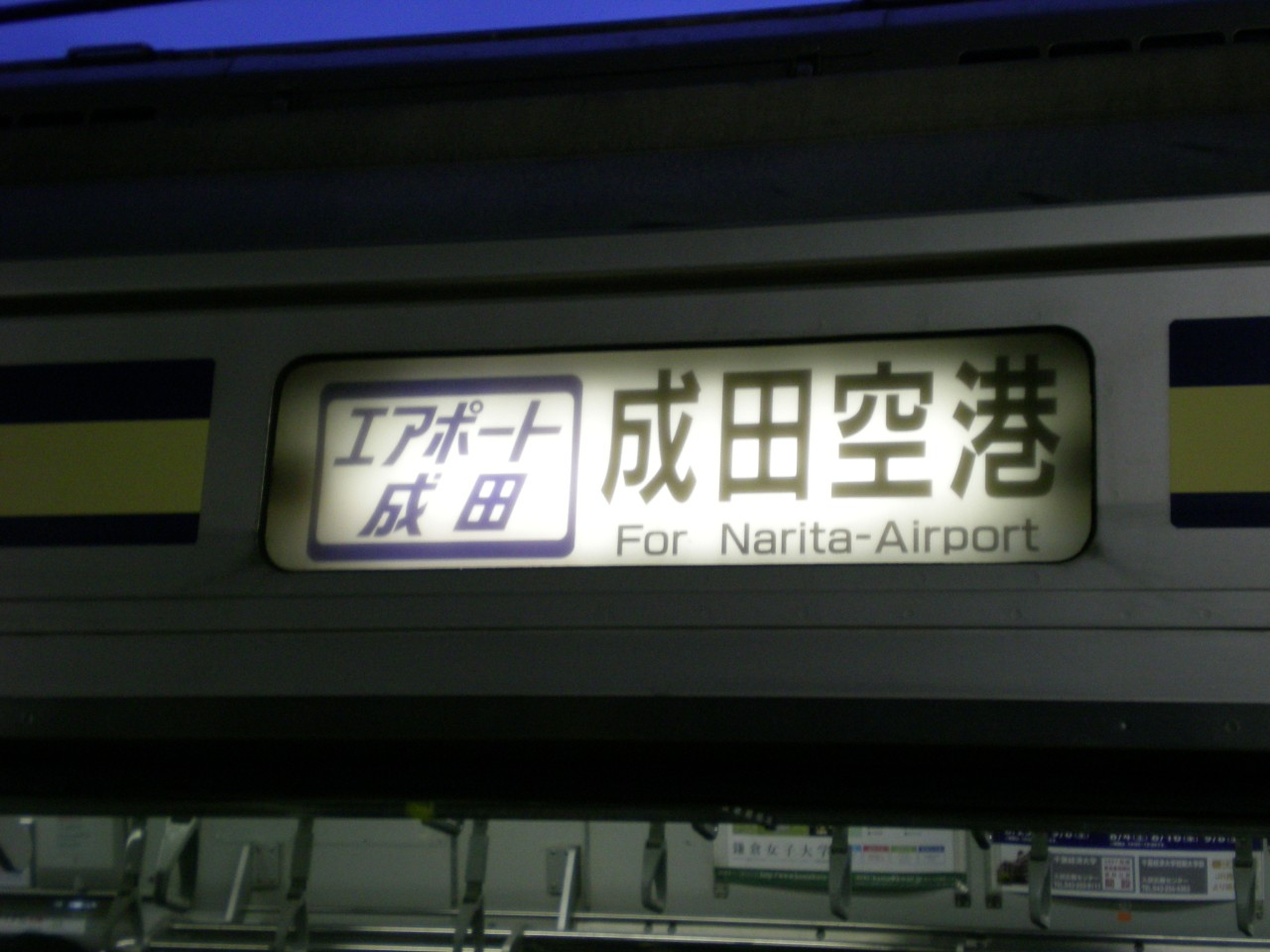
种别、方向幕（更新前的E217系）

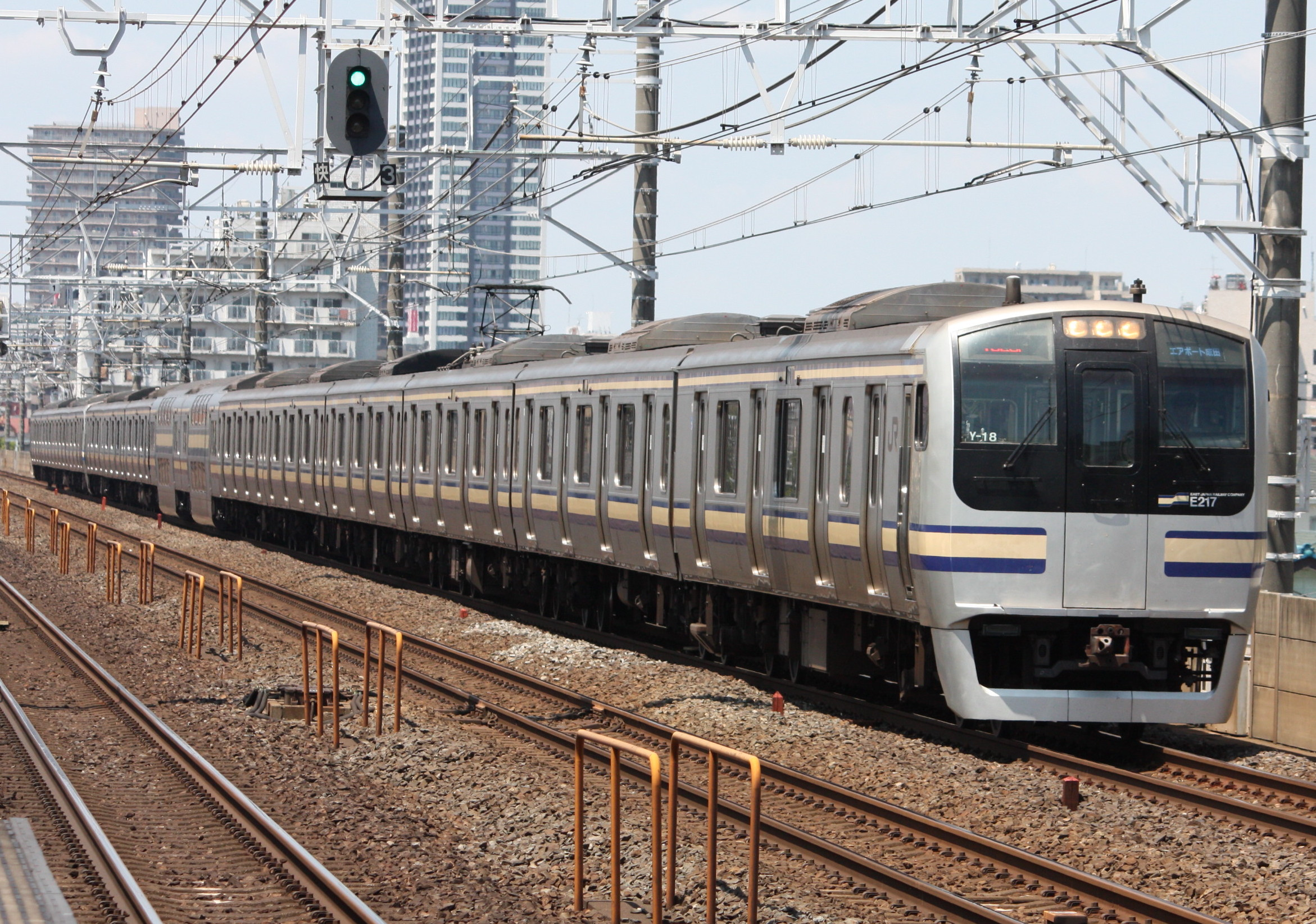
Airport成田列车以E217系运行

Airport成田（日语：エアポート成田）是总武线快速电车中，成田机场站方向快速列车的名称。成田机场站往东京、久里滨方向的列车只标注为“快速”（或“普通”、“通勤快速”（工作日早间）），不使用“Airport成田”名称，2002年11月30日以前该方向的列车也用该名称，但仅限于小册子时刻表上标注。另外，由于在横须贺线内为普通列车模式，发车指示中只标注“Airport成田”或“普通 Airport成田”。
2018年3月17日调整运行图后停止使用，与其他横须贺线·总武线快速列车相同（停车站未变）。
运行概况
除傍晚时段外，每小时开行1－2班。过去每小时只有1班，此后将成田站到发的各站停车替换为成田机场站到发的Airport成田。自此千叶以东唯一的快速通过站东千叶站略有减班。运行路线上出现异常时，可能会中止直通运行，在线内折返，但有时仍会使用“Airport成田”名称称呼横须贺线以东京为终点的列车。
每天有一列成田线进入鹿岛线开往鹿岛神宫的列车，以及总武本线成东方向的列车与之连结，在佐仓站分割、合并。鹿岛神宫方向的列车过去也在成田站分割，但班次大幅削减后改在佐仓站分割。
大部分的快速“Airport成田”在市川站、津田沼站、千叶站、佐仓站、成田站中的一个车站待避特急“成田特快”，不待避的列车包括久里滨发往成田机场的4班（其中1班在休息日从逗子始发）、逗子站发出的1班（这一班在休息日从大船发车）、东京站发出的1班，以及成田机场始发，久里滨方向的3班（其中1班在休息日往大船方向）、东京方向的1班。
使用113系列车的时期，侧面方向牌用蓝字（LED为红字）标注“Airport成田”。
停车站
横须贺线久里滨站→东京站间（种别：普通列车）、总武快速线东京站→千叶站间（种别：快速）的停车站与对应种别的停车站相同。
总武本线、成田线千叶站→成田机场站间停车站如下。只有东千叶站为通过站，与同区间快速列车相同。
- 千叶站－都贺站－四街道站－物井站－佐仓站－酒酒井站－成田站－（堀之内信号场）－机场第2候机楼站－成田机场站

#### 特別快速“Airport成田”
1991年4月26日至1992年11月29日间，为了补充特急“成田特快”，开行臨時列車特别快速“Airport成田”，在（大船站－）东京站－成田机场站间运行。除了在东京站始发终到外，1991年还在周日开行经由横须贺线延长至大船站的列车。停车站为横须贺线内各站、东京站、锦丝町站、船桥站、津田沼站、千叶站、成田站、成田机场站。1991年7月20日至9月1日间为每天开行，此后改为只在休息日、节假日开行。1991年秋季左右，尽管时刻表未变，但不再使用这一爱称。与快速列车不同，列车在包括横须贺线在内的各区间都按特别快速处理。
与其他横须贺线·总武快速线列车一样，使用113系11节编组列车（1992年改为15节编组），车头线路牌显示“特快Airport成田”（日语：特快エアポート成田），线路牌上使用红色字“Airport成田”表示。与横须贺线、总武线、成田线不同，该列车的编号末尾字母是M，后来出现的通勤快速初期也使用末尾字母M。
当时在东京站－成田机场站间，还开行特急“Wing特快”（日语：ウィングエクスプレス），同样是为了补充特急“成田特快”。与特别快速相比，只增加津田沼站一个通过站。
1992年的时刻表中，特别快速“Airport成田和特急“Wing”（从“Wing特快”改来）（成田机场方向的3号、成田机场始发的2号）、特急“Wing特快”（成田机场方向的1号、成田机场始发的2号）被替换。

#### 通勤快速
1994年12月3日调整后，在总武快速线工作日早晚通勤时段开行。种别代表色方面，E217系使用红色，E235系使用紫色。
列车在东京站－锦丝町站间为各站停车，锦丝町站－千叶站间只停船桥站，千叶站－成田站间通过东千叶站、物井站。由于上行列车不追越先行列车，用时与普通的快速列车相同，下行列车则在市川站追越千叶方向快速列车，所需时间有所缩短，与该区间运行的通勤快速、特急“成田特快”和特急“潮骚号”基本相同。下行列车在锦丝町站－船桥站间的图定速度达到84.9公里/小时。为了运用方便，通勤快速一般不使用113系和E235系，大多以E217系运行。
开行班次方面，早上有1班从成田发往大船，1班从成田机场发往逗子，夜间有2班从东京发往成田。休息日按快速列车运行，早上的始发站与工作日一样，但都开往逗子，夜间则为久里滨发往成田。大船、逗子方向的列车在通过新小岩站之后，侧面LED线路牌会取消显示“通勤快速”，在东京站更换种别为普通，直通横须贺线。初期车头线路牌显示“通勤快速”，后期大船、逗子方向的列车从始发站开始，车头线路牌都改为显示“横须贺线－总武线”，只有晚间开往成田的2班列车显示“通勤快速”。列车编号方面，跨线时会去掉第1位的“2”，其他位数和字母变化与其他列车相同。横须贺线→总武快速线的通勤快速则没有这一设定。
2022年3月12日调整运行图后取消，结束28年的运营历史。随着该种别的废除，总武快速线站点中，除了特急列车外，不再有定期列车的通过站点。
停车站
- （逗子站方向－）东京站－新日本桥站－马喰町站－锦丝町站－船桥站－千叶站－都贺站－四街道站－佐仓站－酒酒井站－成田站－机场第2候机楼站－成田机场站

#### 特別快速“鹿嶋体育场”
2002年6月2日至6月8日世界杯期间，由于接近比赛场地茨城县立鹿嶋足球场，开行特別快速“鹿嶋体育场”（日语：カシマスタジアム）。停车站为总武快速线站点，以及四街道、佐仓、成田、佐原、潮来、鹿岛神宫，部分列车直通横须贺线至久里滨站，并停靠横须贺线沿途各站。也有部分列车从千叶站和成田站到发。列车根据赛事开始和结束时间开行，故每天的开行时刻不同。
2020年东京奥运会期间，足球赛事也在该体育场进行，曾宣布在2021年7月22日、25日、27日再次开行该列车，但受新冠疫情扩大影响，开行计划取消。在发表运行资讯的新闻稿中没有说明列车种别，只记载名称为“鹿嶋体育场号”。列车没有设置绿色车厢。

#### 特別快速（东京站－馆山站间）
2015年3月14日调整运行图前开行，工作日在东京站－内房线馆山站间作为特别快速开行1对。过去也曾作为临时列车开行。列车在东京站－馆山站间的停车站为锦丝町站、船桥站、津田沼站、千叶站、苏我站、五井站、木更津站、君津站、佐贯町站、滨金谷站、保田站、岩井站、富浦站，不与横须贺线直通。
下行列车在东京站与横须贺线久里滨发往津田沼的快速列车、在锦丝町站与先行的东京发往千叶的列车接续。上行列车在市川站没有追越其他列车，在千叶站、津田沼站与成田机场发往久里滨的快速列车接续，在东京站与成田机场发往大船、池袋的特急“成田特快44号”、横须贺线东京发往逗子的普通列车接续。
开行两年后，在2017年3月4日调整运行图后取消。

#### 快速“青海”、“白砂”

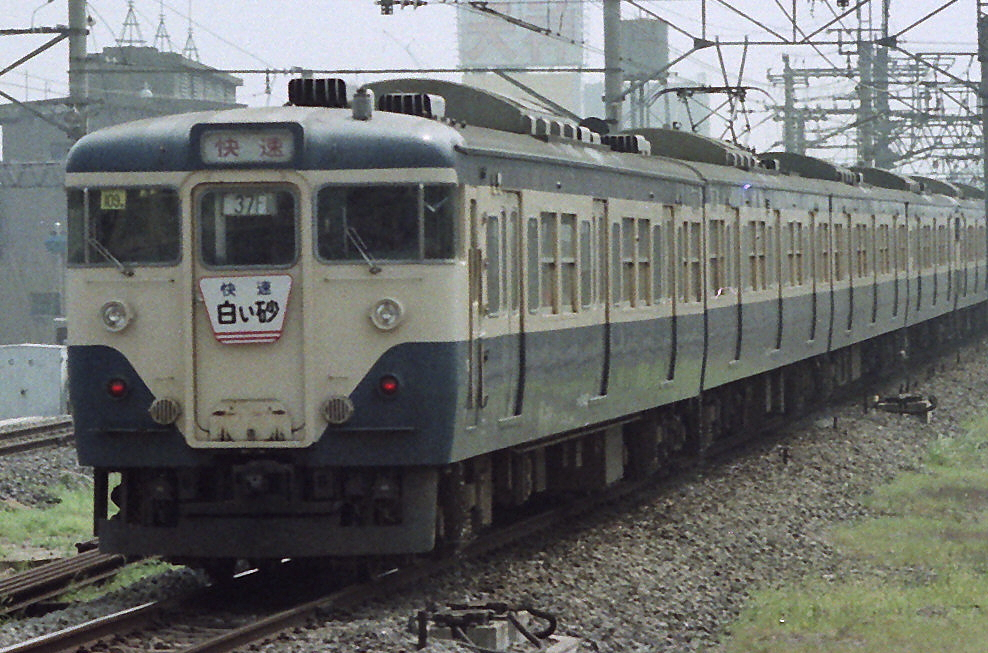
113系“白砂”
（锦丝町站，1978年拍摄）

1972年至1989年间开行的临时快速列车，在房总夏季时刻表期间开行，为内房线和外房线直通快速列车，并延长至安房鸭川站，途经内房线的列车称为“青海号”，途经外房线的列车称为“白砂号”。定期区间的停车站点与其他快速列车相同，但延长区间的停车站因列车而异。列车基本在东京站到发，有些时期也在品川站或两国站到发，或者在横须贺线久里滨站或中央本线新宿站到发。另外，虽然车头挂有名称牌，但此后由于与横须贺线直通运行，再加上当时的劳务事件，不再悬挂名称牌，此后随着海水浴客减少而减班。
1990年之后的房总夏季时刻表，曾开行途经内房线的“Seaside Line内房”、“Holiday快速Seaside Line内房”、“Holiday快速内房”、“Holiday快速青海”，以及途径外房线的“Seaside Line外房”、“Holiday快速Seaside Line外房”、“Holiday快速外房”、“Holiday快速白砂”等临时快速列车。2017年5月1日、2日，曾开行1对以“快速‘青海’”为名的临时列车，在锦丝町站以东的前述特别快速停车站停靠，但在东京站而非两国站到发。用车为209系2000番台·2100番台（隶属幕张车辆中心）。

#### Home Liner（ホームライナー）
Home Liner津田沼、早安Liner津田沼、Home Liner千叶
1984年7月13日开始，东京站→津田沼站间开行“Home Liner津田沼”列车，成为国铁的第二个“Home Liner”开行案例。初期开行2班，1985年3月14日东京站、新宿站各增发1班，共计4班，同年10月1日增开1班早间上行“Home Liner津田沼”列车（津田沼站→东京站间），1987年5月11日起增发1班下行列车，共计6班。1990年3月10日，早间上行列车更名为“早安Liner津田沼”（日语：おはようライナー津田沼），但此后在“若潮号”、“细波号”列车改经京叶线后废止。1988年7月6日，下行的1班列车延伸至千叶站，并更名为“Home Liner千叶”。此后，“Home Liner津田沼”在1991年3月10日削减2班，1994年12月3日削減1班，剩余的1班在2000年12月2日调整运行图后延长至千叶站，至此“Home Liner津田沼”废止。
2018年调整运行图后，工作日每天安排5班东京、新宿发往千叶的列车在19时后从东京、新宿发往津田沼、千叶，上行列车则没有开行。2019年3月16日调整运行图，总武快速线所有Liner列车废止。
乘坐Home Liner列车须在东京站、新宿站、秋叶原站的指定售票机购买Liner券，并在指定车厢的乘车口上车。
东京发出的列车行经总武快速线，新宿发出的列车经中央快速线轨道行至御茶之水站，通过渡线进入中央·总武缓行线，再于锦丝町站前经渡线进入总武快速线。
列车使用幕张车辆中心配置的E257系500番台。2005年12月9日、2008年3月15日至2009年3月13日间，部分列车使用183系运行（隶属幕张电车区），2005年12月10日至2015年3月13日间使用255系列车，2009年3月14日开始使用E257系500番台。此外，255系列车设有绿色车厢，但作为Liner运行时均视作普通车厢，可使用Liner券乘车。
停车站
1、3、7、9号
- 东京站－船桥站－津田沼站－稻毛站－千叶站

5号
- 新宿站－秋叶原站－船桥站－津田沼站－稻毛站－千叶站

2016年3月26日起加停船桥站，东京站、秋叶原站－船桥站间中途不停车。

早安Liner逗子、Home Liner逗子
1990年3月10日起，东京站－逗子站间开行主要面向通勤乘客的座席定员制Liner列车，上行“早安Liner逗子”日语：、下行“Home Liner逗子”日语：列车各开行1班。自开通以来，运行时刻曾有若干变更，但均保持1对往返。列车使用特急型车辆，最初为183系，废止时使用E257系500番台。
上行可乘车站点
- 逗子站－镰仓站－大船站

下行可乘车站点
- 东京站－新桥站－品川站

2014年3月15日调整运行图后，列车在大船站－逗子站间的种别为“快速”，无需Liner券即可乘车。2015年3月14日调整运行图后废止。

#### 优等列车

##### 特急列车
2004年10月前开行的“水合号”、2015年3月前开行的“绫子号”（日语：あやめ）行经总武快速线。此外“若潮号”、“细波号”在1991年改经京叶线前也行经本系统。此外特急“日光号”曾作为临时列车行经本系统（旧 蛇窪信号场－户塚站间、锦丝町站－千叶站间）。

##### 急行列车
1972年7月15日至1975年3月9日曾开行急行电车“鳗鱼号”、“鸣蝉号”和急行内燃车“犬吠号”、“水乡号”（后两种列车在1972年7月15日前便已开行），1975年3月10日至1982年11月15日间，“犬吠号”、“内房号”、“外房号”、“水乡号”、“鹿岛号”均从新宿站、两国站到发，行经总武快速线。

#### 其他
横须贺线区间内，曾有旧·汐留站（已废止）至久里滨站的行包列车运行。总武快速线区间内，也曾开行向道路状况恶劣的房总半岛和千叶东北地区运送晚报的行包列车。

## 用车
本章节记载横须贺·总武快速线的列车，包括部分区间共线运行的列车，不记载临时列车和货物列车。以下车辆全部为电力动车组。

### 目前用车

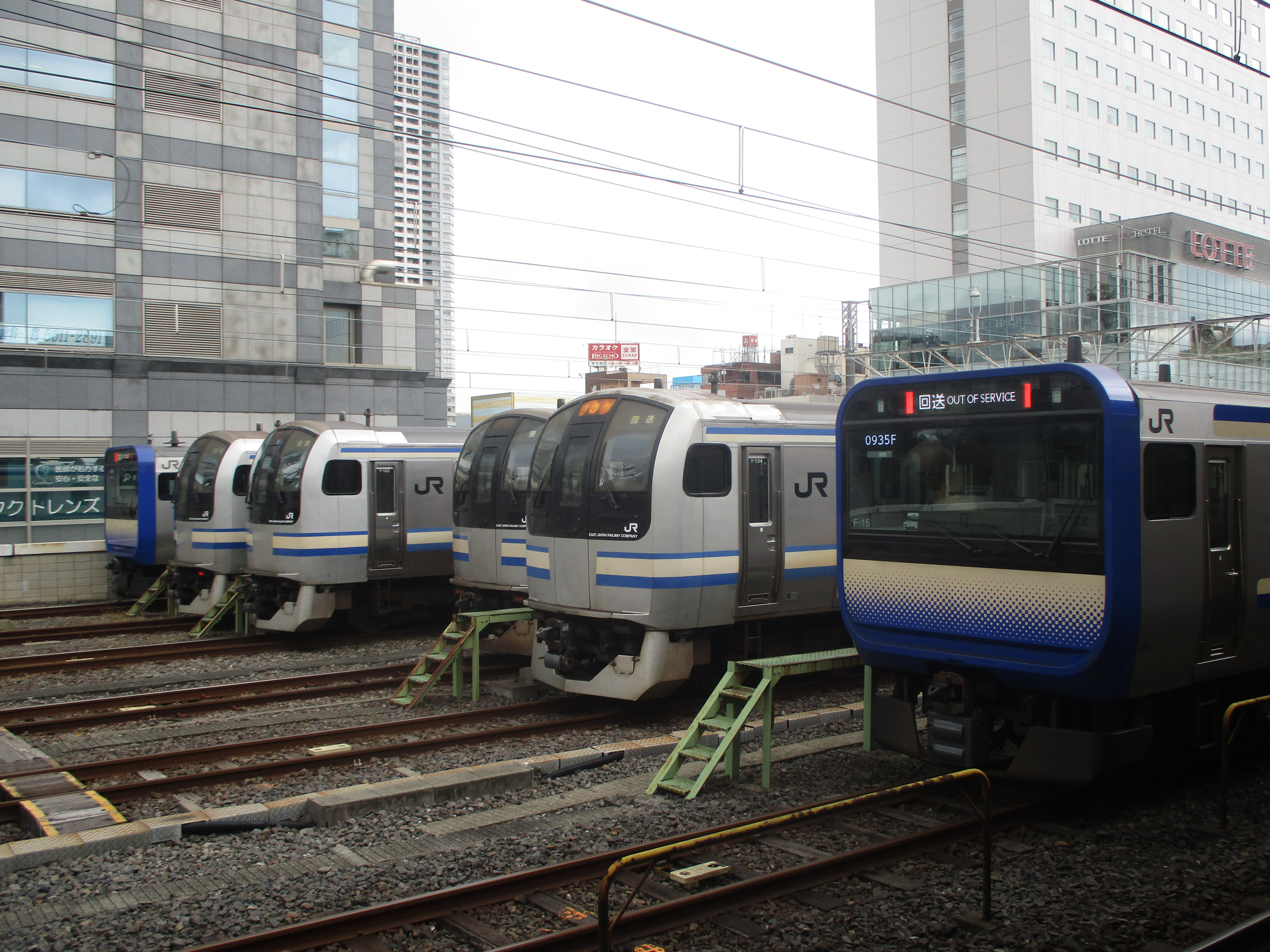
横须贺·总武快速线的运用车辆（2022年10月拍摄）

#### 一般型车辆
E235系1000番台（隶属镰仓车辆中心，2020年12月21日开始使用）
列车构成与E217系相同，为包含2节绿色车厢的11节基本编成+4节附属编成，但普通车厢全部设置纵向长座椅。该列车在绿色车厢设有WiFi热点，各坐席设有充电插座，为首次在普通列车的绿色车厢中使用。
| 增1 | 增2 | 增3 | 增4 |

| 1 | 2 | 3 | 4 | 5 | 6 | 7 | 8 | 9 | 10 | 11 |

#### 特急形车辆
255系（隶属幕张车辆中心）
- 特急“潮骚号”、“新宿细波号”、“新宿若潮号”使用。曾用于Home Liner列车。

E257系500番台（隶属幕张车辆中心）
- 除在上述255系运用的列车上使用外，也在特急“绫子祭”等临时列车上运用。

E259系（隶属镰仓车辆中心）
- 特急“成田特快”使用。

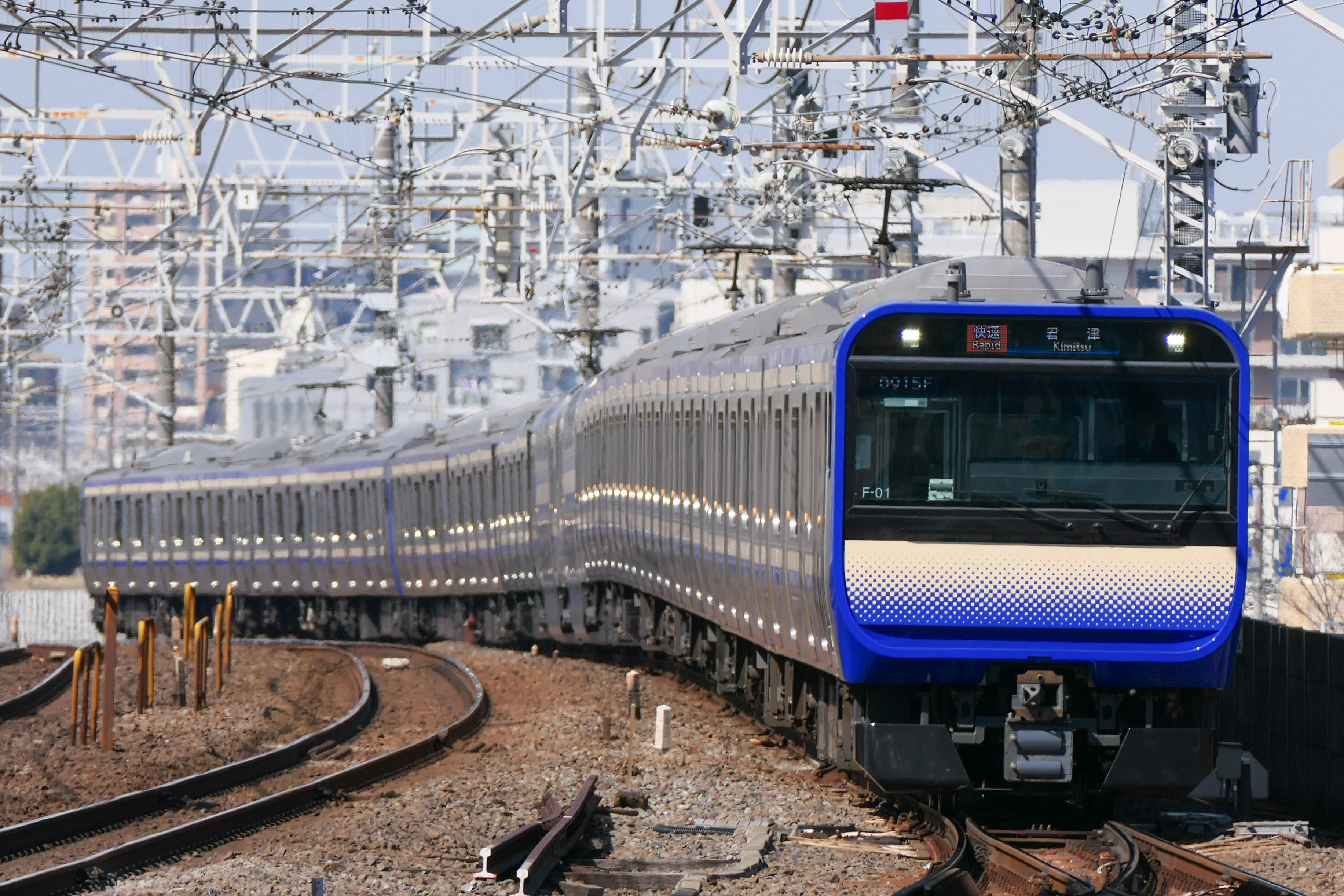
E235系1000番台
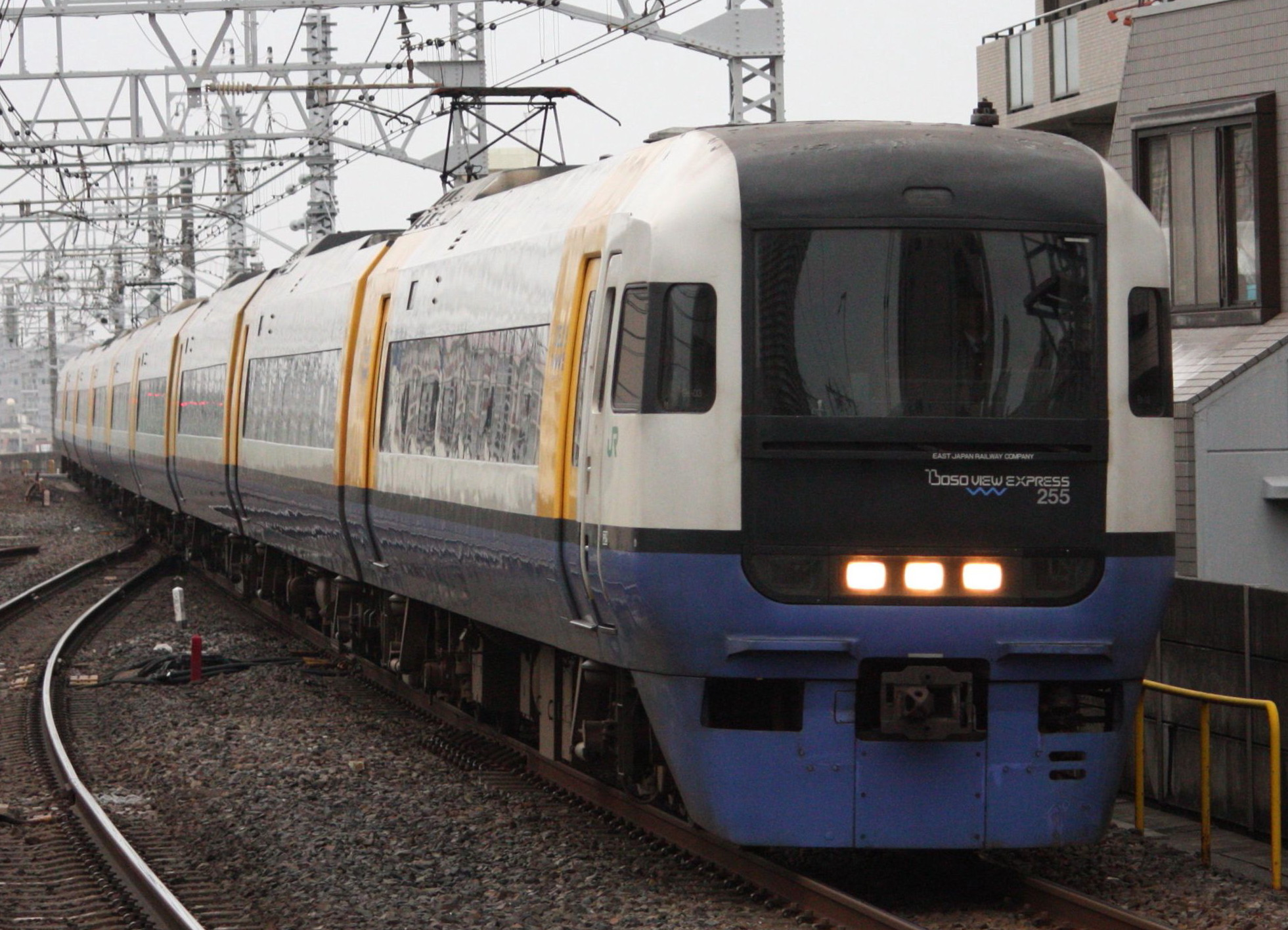
255系
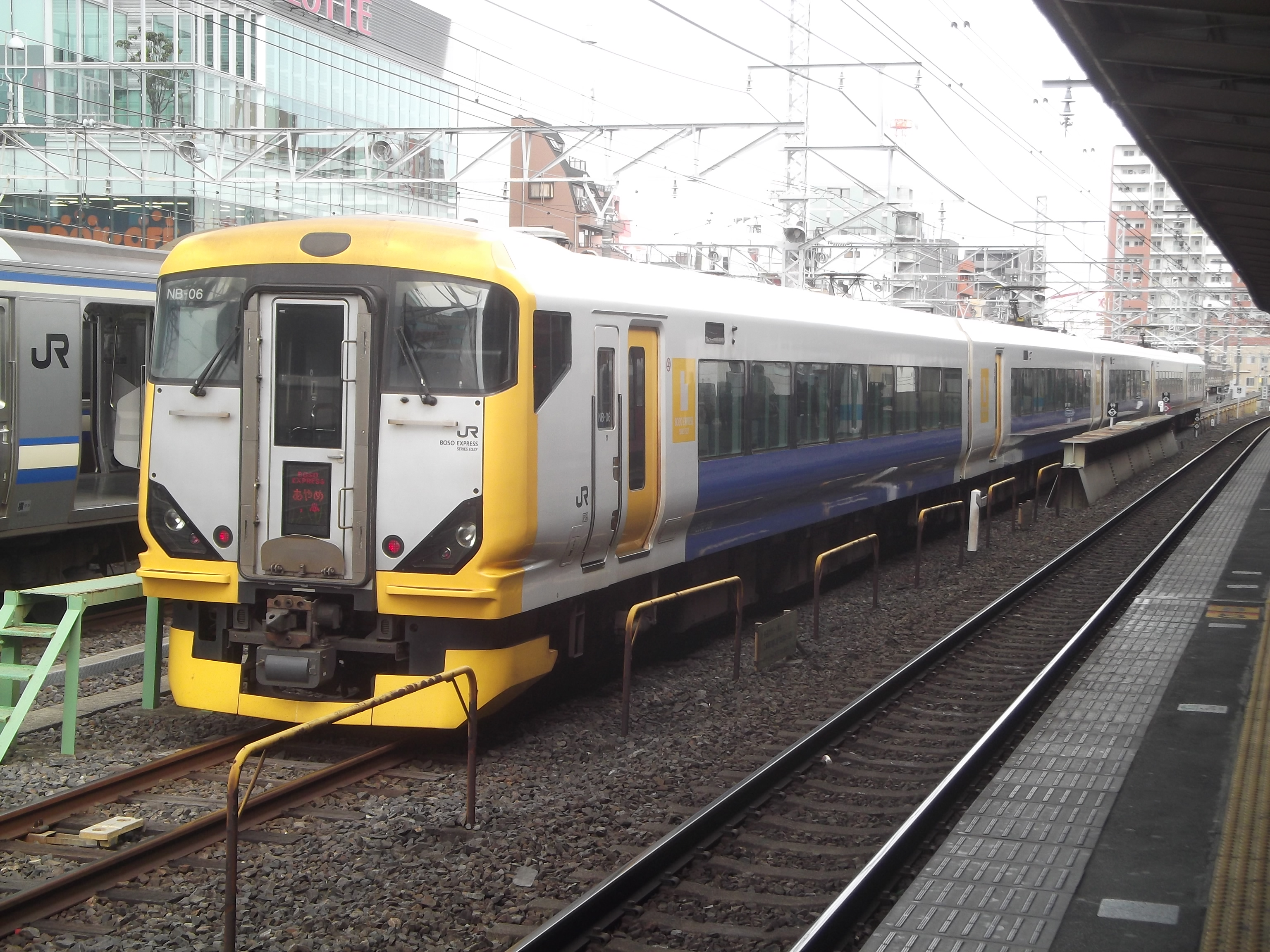
E257系500番台
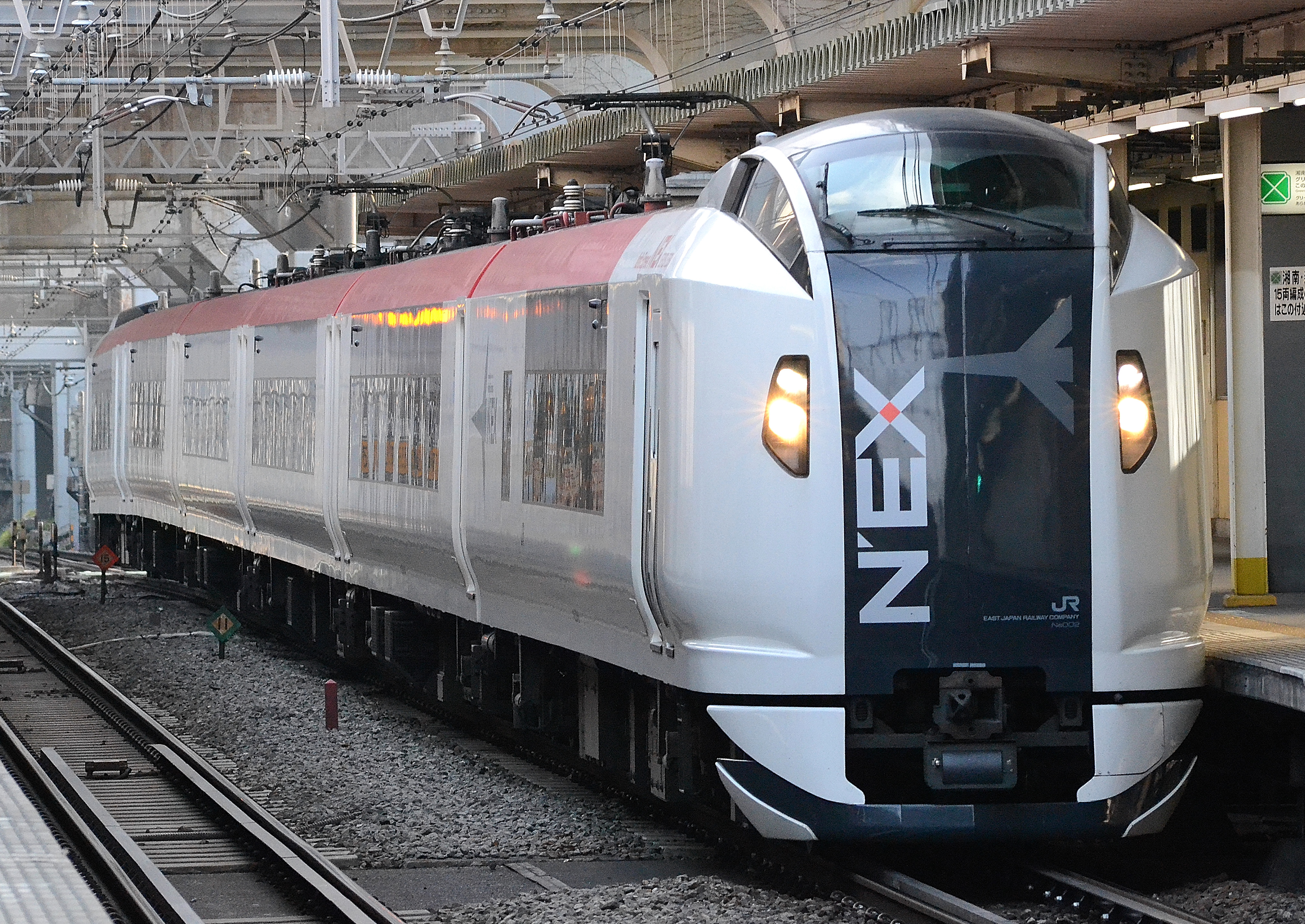
E259系

### 过去使用车辆

#### 一般型车辆

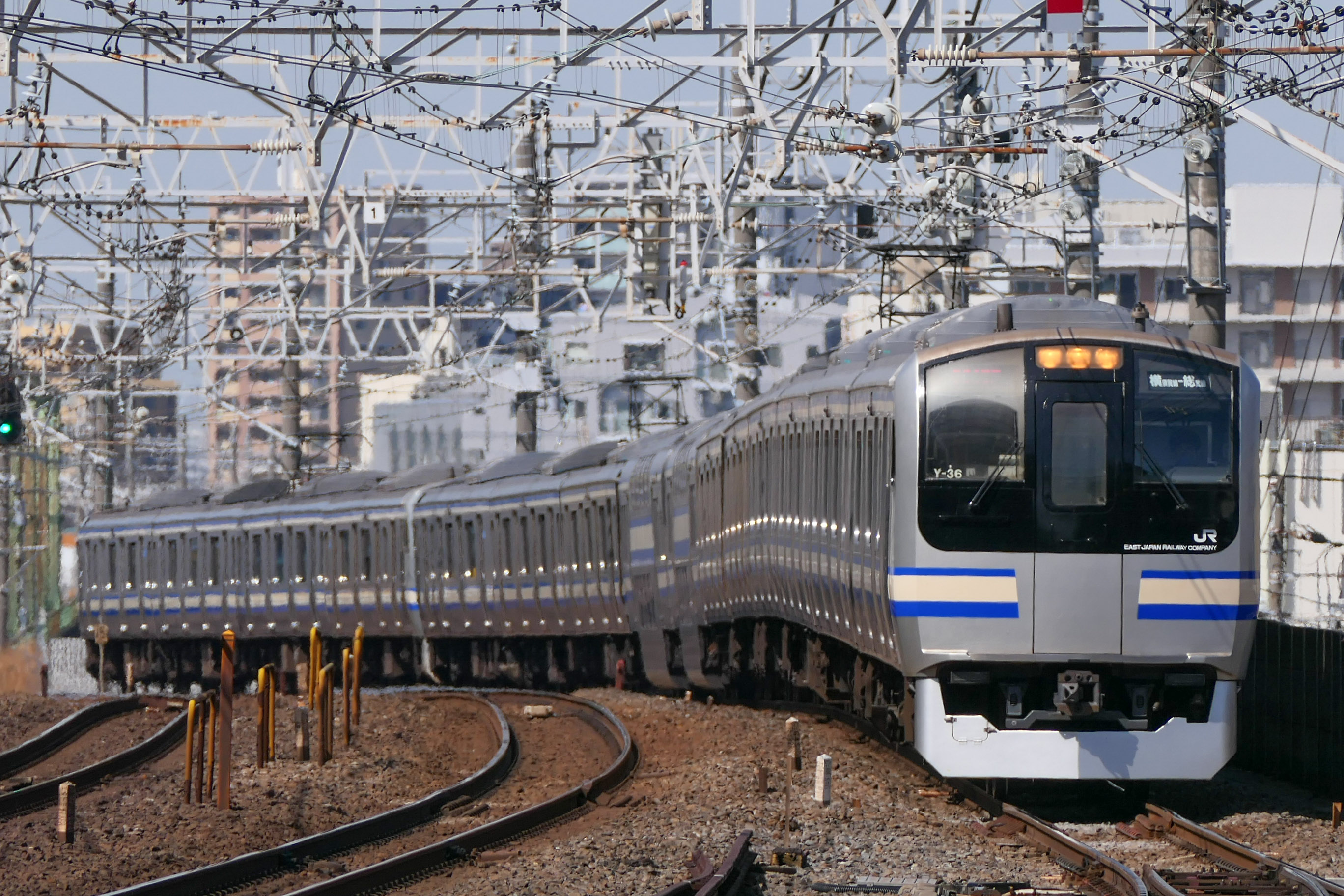
E217系
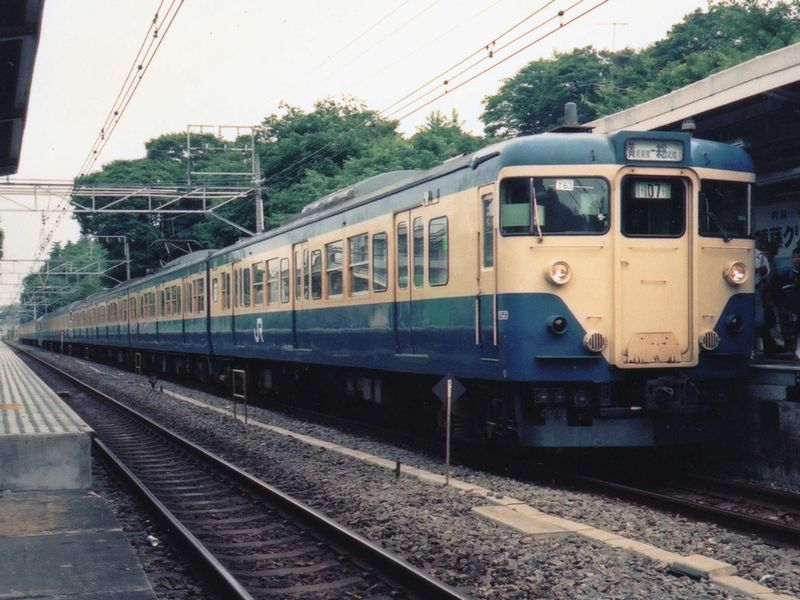
113系

113系（大船电车区、幕张电车区）
- 1980年10月1日开始直通运行后至1999年12月3日间使用，为15节（部分11节）编组，基本编成4、5号车为绿色车厢。
- 线路牌显示目的地，但在引入停车标后废止。

E217系（隶属镰仓车辆中心，1994年12月3日至2025年3月）
- 1995年度伴随通勤快速的开行而开始运用。大部份列车由11节基本编成（1－11号车）和4节附属编成（增1－增4号车，位于久里滨测）组成15编组运行，日间时段大多以11节编组运行，逗子站－久里滨站间也有以4节编组单独运行的情况。基本编成的4、5号车为双层绿色车厢，其余为普通车厢。一节普通车厢单侧4门，大多设置纵向长座椅，但千叶侧的三节车厢（9、10、11号车）为“半交错座椅”（纵向座椅和横向座椅混排）
- 头车的正面右侧设有线路名和列车种别显示器，通常为黑底白字。过去开行的通勤快速列车和特别快速列车则显示黑底红字的“通勤快速”和“特别快速”，快速Airport成田则显示黑底蓝字。线路牌还可显示黑底红字的，但实际运营中没有使用；也可显示黑底白字的“普通”和黑底红字的“快速”，但实际运营中较少使用。
- 列车色带使用通称为“须贺色”（日语：スカ色）的蓝色和奶油色（■■■），该颜色继承自113系。2000年代初期的设备更新中，列车涂装、标志、裙部重新上色，色彩更明亮，窗户上方的色带从三层色带改为两层色带。顺带一提，作为成田线（我孙子直线）120周年纪念策划的一部分，2021年4月30日至10月左右，常磐快速线·成田线运用的松户车辆中心所属E231系マト130编成曾改用近似于本列车更新色的涂装。

#### 特急列车
183系、189系（隶属幕张电车区）
- 特急“潮骚号”、“绫子号”、“若潮号”、“细波号”、“水合号”，以及“Home Liner”列车等使用，1972年7月15日至2009年3月13日间使用，不过特急列车的运用到2005年12月9日为止。

253系（隶属大船电车区）
- 特急“成田特快”使用（1991年3月19日至2010年6月30日）。

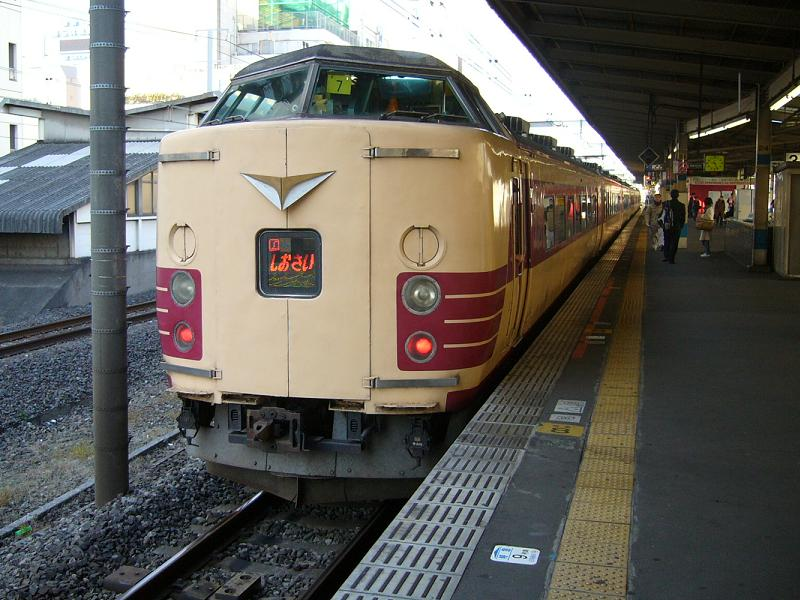
“潮骚号”列车以183系运行
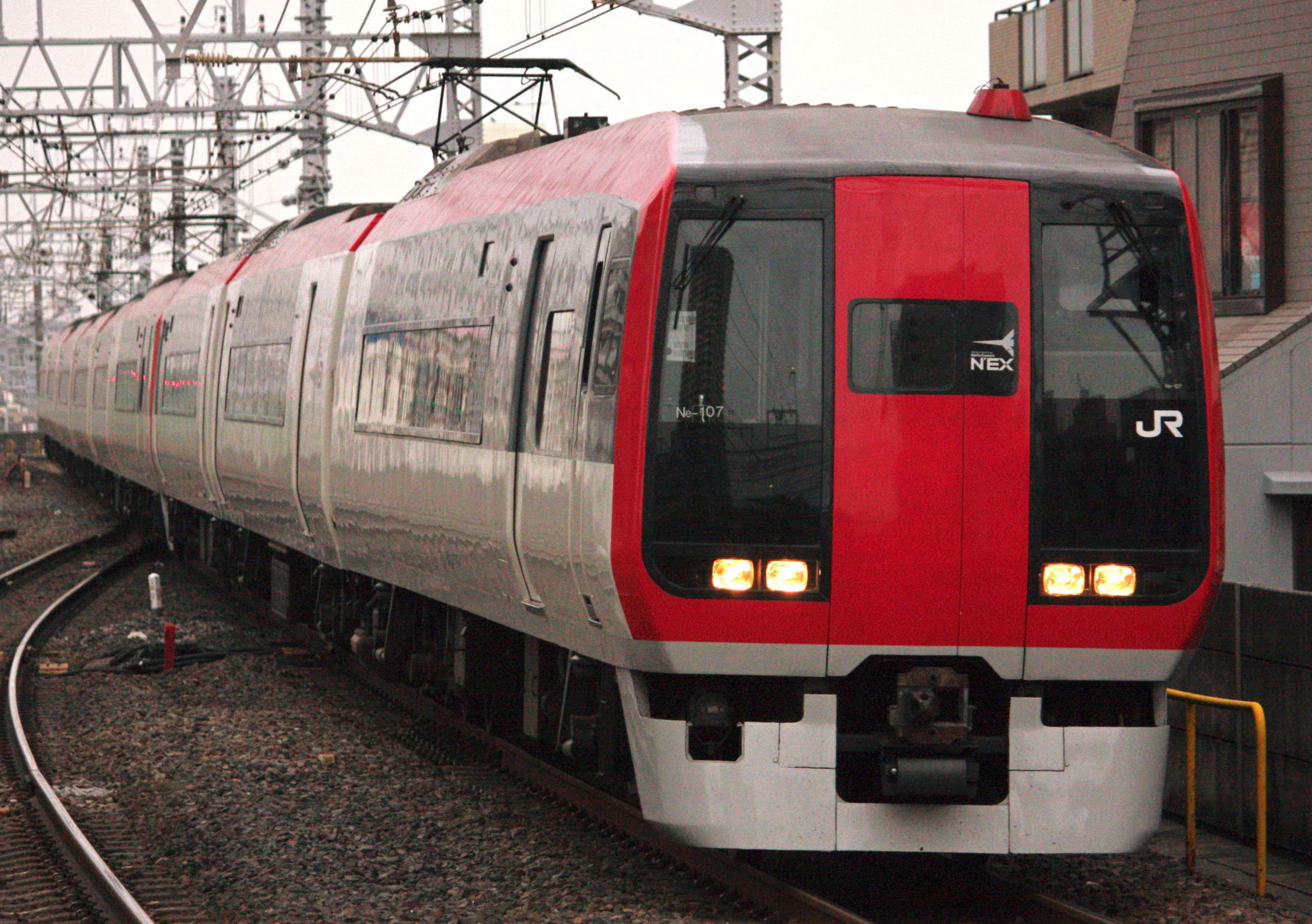
253系

#### 急行列车
KiHa 58系、28系（隶属千叶内燃车区）
KiHa 55系（隶属千叶内燃车区）
165系（隶属津田沼电车区，1975年3月10日后，一部分转入幕张电车区）
- “犬吠号”、“内房号”、“外房号”、“水乡号”、“鹿岛号”等使用。

153系（隶属幕张电车区）
- “犬吠号”、“内房号”、“外房号”、“水乡号”、“鹿岛号”等使用，1975年3月10日开始使用。

## 利用状况
- 横须贺线：2021年度早高峰最拥挤区间为武藏小杉站 → 西大井站间，最拥挤时段平均混杂率为110%。
- 总武快速线：2021年度早高峰最拥挤区间为新小岩站 → 锦丝町站间，最拥挤时段平均混杂率为105%[138]。

两线在1980年代混杂率相当高，最拥挤区间的混杂率超过250%。JR在1994年至1999年间，通过用E217系新列车置换113系增强运力，使两线混杂率在1998年度回到200%以下。1998年度至2019年度，总武快速线的混杂率在180%左右，趋于平稳。
横须贺线自2001年度湘南新宿线开通后，混杂率下降，2009年度徘徊在180%左右，不过在2010年3月13日武藏小杉站启用后客流量激增，2010年度至2019年度混杂率超过190%。截至2019年度，横须贺线是JR混杂率最高的线路。
近年的运输数据如下。表中，最高值用红色标注，最高值记录年份之后的最低值用蓝色标注，之前的最低值用绿色标注。
| 年度               | 最拥挤区间运输数据  | 最拥挤区间运输数据  | 最拥挤区间运输数据  | 最拥挤区间运输数据  | 最拥挤区间运输数据 | 最拥挤区间运输数据 | 最拥挤区间运输数据 | 最拥挤区间运输数据 | 备注                                            |
| 年度               | 武藏小杉 → 西大井间 | 武藏小杉 → 西大井间 | 武藏小杉 → 西大井间 | 武藏小杉 → 西大井间 | 新小岩 → 锦丝町间  | 新小岩 → 锦丝町间  | 新小岩 → 锦丝町间  | 新小岩 → 锦丝町间  | 备注                                            |
| 年度               | 班次数              | 运力：人次          | 运量：人次          | 混杂率：%           | 班次数             | 运力：人次         | 运量：人次         | 混杂率：%          | 备注                                            |
| ------------------ | ------------------- | ------------------- | ------------------- | ------------------- | ------------------ | ------------------ | ------------------ | ------------------ | ----------------------------------------------- |
| 1960年（昭和35年） | 6                   | 6,600               | 18,980              | 288                 |                    |                    |                    |                    | 横须贺线最拥挤区间为保土谷 → 横滨间             |
| 1965年（昭和40年） | 9                   | 9,900               | 30,350              | 307                 |                    |                    |                    |                    |                                                 |
| 1970年（昭和45年） | 8                   | 11,440              | 32,630              | 285                 |                    |                    |                    |                    |                                                 |
| 1975年（昭和50年） | 8                   | 11,440              | 33,400              | 292                 | 12                 | 14,520             | 40,600             | 280                |                                                 |
| 1979年（昭和54年） | 8                   | 11,440              | 35,600              | 311                 | 13                 | 17,270             | 47,040             | 272                |                                                 |
| 1980年（昭和55年） | 11                  | 15,730              | 33,610              | 214                 | 14                 | 20,020             | 48,710             | 243                | 1980年10月1日，横须贺线和总武快速线开始直通运行 |
| 1985年（昭和60年） | 11                  | 15,730              | 38,240              | 243                 | 15                 | 21,450             | 57,240             | 267                |                                                 |
| 1986年（昭和61年） | 11                  | 15,730              | 39,350              | 250                 | 16                 | 22,880             | 59,910             | 262                |                                                 |
| 1987年（昭和62年） | 11                  | 15,730              | 39,800              | 253                 | 16                 | 22,880             | 60,800             | 266                |                                                 |
| 1988年（昭和63年） | 11                  | 15,730              | 39,800              | 253                 | 17                 | 24,310             | 62,000             | 255                |                                                 |
| 1989年（平成元年） | 11                  | 15,730              | 37,600              | 239                 | 17                 | 24,310             | 61,500             | 253                | 横须贺线最拥挤区间变为横滨 → 新川崎间           |
| 1990年（平成2年）  | 11                  | 16,210              | 38,470              | 237                 | 17                 | 24,790             | 60,900             | 246                |                                                 |
| 1991年（平成3年）  | 11                  | 17,430              | 38,700              | 221                 | 17                 | 26,840             | 63,490             | 237                |                                                 |
| 1992年（平成4年）  | 11                  | 17,430              | 40,030              | 228                 | 17                 | 26,840             | 64,020             | 239                |                                                 |
| 1993年（平成5年）  | 11                  | 17,560              | 40,650              | 231                 | 17                 | 26,840             | 62,550             | 233                |                                                 |
| 1994年（平成6年）  | 11                  | 17,560              | 40,460              | 230                 | 17                 | 26,840             | 62,640             | 233                | E217系列车开始投入                              |
| 1995年（平成7年）  | 11                  | 18,160              |                     | 224                 | 18                 | 28,600             | 63,700             | 223                | 横须贺线最拥挤区间变为新川崎 → 品川间           |
| 1996年（平成8年）  | 11                  | 18,160              | 39,590              | 218                 | 18                 | 29,280             | 64,200             | 219                |                                                 |
| 1997年（平成9年）  | 11                  | 19,560              | 39,600              | 202                 | 18                 | 31,680             | 63,900             | 202                |                                                 |
| 1998年（平成10年） | 11                  | 20,460              | 39,550              | 193                 | 19                 | 34,740             | 63,490             | 183                |                                                 |
| 1999年（平成11年） | 11                  | 20,460              | 39,480              | 193                 | 19                 | 35,340             | 63,370             | 179                | E217系列车投入结束                              |
| 2000年（平成12年） | 11                  | 20,504              | 38,998              | 190                 | 19                 | 35,416             | 63,000             | 178                |                                                 |
| 2001年（平成13年） | 11                  | 20,504              |                     | 191                 | 19                 | 35,416             | 62,900             | 178                | 2001年12月1日，湘南新宿线开始运营               |
| 2002年（平成14年） | 11                  | 20,504              | 38,750              | 189                 | 19                 | 35,416             | 63,020             | 178                |                                                 |
| 2003年（平成15年） |                     |                     |                     | 185                 | 19                 | 35,416             | 62,930             | 178                |                                                 |
| 2004年（平成16年） |                     |                     |                     | 180                 | 19                 | 35,416             | 62,791             | 177                |                                                 |
| 2005年（平成17年） | 9                   | 16,776              | 30,300              | 181                 | 19                 | 35,416             | 63,360             | 179                |                                                 |
| 2006年（平成18年） | 9                   | 16,776              |                     | 184                 | 19                 | 35,416             | 63,660             | 180                |                                                 |
| 2007年（平成19年） | 9                   | 16,776              | 30,500              | 182                 | 19                 | 35,416             | 63,670             | 180                |                                                 |
| 2008年（平成20年） | 9                   | 16,776              | 30,700              | 183                 | 19                 | 35,416             | 64,030             | 181                |                                                 |
| 2009年（平成21年） | 9                   | 16,776              | 30,300              | 181                 | 19                 | 35,416             | 63,450             | 180                | 2010年3月13日，横须贺线武藏小杉站开业           |
| 2010年（平成22年） | 10                  | 18,640              | 36,050              | 193                 | 19                 | 35,416             | 63,261             | 179                |                                                 |
| 2011年（平成23年） | 10                  | 18,640              | 36,400              | 195                 | 19                 | 35,416             | 62,675             | 177                |                                                 |
| 2012年（平成24年） | 10                  | 18,640              | 35,950              | 193                 | 19                 | 35,416             | 62,960             | 178                | 横横须贺线最拥挤区间变为武藏小杉 → 西大井间     |
| 2013年（平成25年） | 10                  | 18,640              | 36,000              | 193                 | 19                 | 35,416             | 63,130             | 178                |                                                 |
| 2014年（平成26年） | 10                  | 18,640              | 35,860              | 192                 | 19                 | 35,416             | 63,120             | 178                |                                                 |
| 2015年（平成27年） | 10                  | 18,640              | 36,010              | 193                 | 19                 | 35,416             | 63,920             | 180                |                                                 |
| 2016年（平成28年） | 10                  | 18,640              | 35,550              | 191                 | 19                 | 35,416             | 64,250             | 181                |                                                 |
| 2017年（平成29年） | 10                  | 18,640              | 36,590              | 196                 | 19                 | 35,416             | 63,990             | 181                |                                                 |
| 2018年（平成30年） | 10                  | 18,640              | 36,790              | 197                 | 19                 | 35,416             | 64,150             | 181                |                                                 |
| 2019年（令和元年） | 11                  | 20,504              | 40,060              | 195                 | 19                 | 35,416             | 64,100             | 181                | 2019年11月30日，相铁·JR直通线开通               |
| 2020年（令和2年）  | 11                  | 20,504              | 23,980              | 117                 | 19                 | 35,416             | 37,100             | 105                | E235系1000番台列车开始投入                      |
| 2021年（令和3年）  | 11                  | 20,512              | 22,480              | 110                 | 19                 | 35,416             | 37,340             | 105                |                                                 |

## 相关事件

### 运输障碍
2009年5月7日发生车辆故障，导致大规模运行受阻。当天早上6:50许，新川崎站－横滨站间运行中的久里滨发往津田沼的列车紧急刹车回路断路，导致刹车失灵，在鹤见站附近停驶，除该列车外，站间停驶的3班列车上的乘客被困2个半小时，应对非常缓慢。受该故障影响，横须贺线全线和京滨东北线部分区间暂停运营，共计110班列车停运。
2015年12月6日凌晨，在东京隧道东京站－新桥站间，由于地下水抽水设备故障，线路被淹，故障原因是抽水设备被淤泥堵塞。受此影响，横须贺线东京站－品川站上下行区间，从始发到17:30左右，停运超过12小时，与总武快速线的直通运行中止。

### 其他
2007年船桥市议会上，市企划部长在答辩中希望总武快速线在西船桥站停车。

## 車站列表
以下列出久里濱站－東京站－千葉站間快速線上的停車場（車站、信號場）與停車類別、接續路線等。各站停車與錦糸町站－御茶之水站間參見「中央·總武緩行線#車站列表」。
- 特定都區市內制度適用範圍車站：＝東京山手線內、＝東京都區內、＝橫濱市內
- 營業距離：鶴見站－品川站間獲指定為經路特定區間（日语：経路特定区間），旅客在這個路段之間乘車，會以比途經西大井站、武藏小杉站、新川崎站短2.9公里，途經東海道線、京濱東北線大井町站、川崎站的營業距離計算車費。
- 停靠站
  - 通勤快速：●的車站停靠，｜的車站通過
  - 橫須賀線電車：下表除鶴見站停靠所有車站
  - 湘南新宿線普通（宇都宮線－橫須賀線直通）：除鶴見站外西大井站－逗子站間停靠所有車站
  - 相鐵·JR直通線各站停車（相模鐵道本線、相鐵新橫濱線－埼京線、川越線直通）：停靠武藏小杉站、西大井站。參見「相鐵·JR直通線#車站列表」
  - Liner（湘南Liner、早安Liner新宿、Home Liner小田原）：參見各列車條目
  - 特急（成田特快、潮騷、新宿若潮、新宿細波等）：參見各列車條目
- 接續路線：東日本旅客鐵道與東京急行電鐵的路線名都是運行系統上的名稱（與正式路線名不同）。站名若有不同則以⇒顯示站名。
- 信號設備上，西大井站－品川站間途經大崎站（舊蛇窪信號場與舊目黑川信號場（日语：目黒川信号場）），馬喰町站－錦糸町站間途經兩國站，車費計算上則以不途經兩站處理。
- 與總武線（各站停車）的重複路段的錦糸町站－千葉站間是各軌道複複線。

| 正式路線名   | 行走軌道     | 車站編號     | 中文站名       | 日文站名            | 英文站名     | 站間營業距離 | 累計 營業距離     | 累計 營業距離 | 通勤快速 | 接續路線、備註 | 所在地 | 所在地 | 所在地 |
| ------------ | ------------ | ------------ | -------------- | ------------------- | ------------ | ------------ | ----------------- | --- | --- | --- | --- | --- | --- |
| 橫須賀線     |              | JO 01        | 久里濱         |                     |              | -            | 73.3              | 23.9 | | 京濱急行電鐵： 久里濱線 ⇒京急久里濱（KK67） | 神奈川縣 | 橫須賀市 | 橫須賀市 |
| 橫須賀線     | JO 02        | 衣笠         |                |                     | 4.6          | 68.7         | 19.3              | | | | 神奈川縣 | 橫須賀市 | 橫須賀市 |
| 橫須賀線     | JO 03        | 橫須賀       |                |                     | 3.4          | 65.3         | 15.9              | | 京濱急行電鐵： 本線 ⇒逸見（KK57）、汐入（KK58） | | 神奈川縣 | 橫須賀市 | 橫須賀市 |
| 橫須賀線     | JO 04        | 田浦         |                |                     | 2.1          | 63.2         | 13.8              | | | | 神奈川縣 | 橫須賀市 | 橫須賀市 |
| 橫須賀線     | JO 05        | 東逗子       |                |                     | 3.4          | 59.8         | 10.4              | | | 逗子市 | 逗子市 | | |
| 橫須賀線     | JO 06        | 逗子         |                |                     | 2.0          | 57.8         | 8.4               | | 東日本旅客鐵道： 湘南新宿線（JS06） 京濱急行電鐵： 逗子線 ⇒逗子·葉山（KK53） | 逗子市 | 逗子市 | | |
| 橫須賀線     | JO 07        | 鎌倉         |                |                     | 3.9          | 53.9         | 4.5               | | 東日本旅客鐵道： 湘南新宿線（JS07） 江之島電鐵： 江之島電鐵線（EN15） | 鎌倉市 | 鎌倉市 | | |
| 橫須賀線     | JO 08        | 北鎌倉       |                |                     | 2.2          | 51.7         | 2.3               | | 東日本旅客鐵道： 湘南新宿線（JS08） | 鎌倉市 | 鎌倉市 | | |
| 橫須賀線     | JO 09        | 大船         |                |                     | 2.3          | 49.4         | 0.0               | | 東日本旅客鐵道： 東海道線（JT07）、 湘南新宿線（JS09）、 根岸線（JK01） 湘南單軌電車：江之島線 | 鎌倉市 | 鎌倉市 | | |
| 東海道本線   | JO 09        | 大船         | 横須賀線用軌道 | 東京起途經川崎 46.5 | 2.3          | 49.4         |                   | | 東日本旅客鐵道： 東海道線（JT07）、 湘南新宿線（JS09）、 根岸線（JK01） 湘南單軌電車：江之島線 | 鎌倉市 | 鎌倉市 | | |
| 東海道本線   | JO 10        | 戶塚         | 横須賀線用軌道 |                     |              | 5.6          | 43.8              | 40.9 | | 東日本旅客鐵道： 東海道線（JT06）、 湘南新宿線（JS10）、 湘南新宿線 橫濱市營地下鐵： 藍線（1號線）（B06） | 橫濱市 | 戶塚區 | |
| 東海道本線   | JO 11        | 東戶塚       | 横須賀線用軌道 |                     |              | 4.2          | 39.6              | 36.7 | | 東日本旅客鐵道： 湘南新宿線（JS11） | 橫濱市 | 戶塚區 | |
| 東海道本線   | JO 12        | 保土谷       | 横須賀線用軌道 |                     |              | 4.9          | 34.7              | 31.8 | | 東日本旅客鐵道： 湘南新宿線（JS12） | 橫濱市 | 保土谷區 | |
| 東海道本線   | JO 13        | 橫濱         | 横須賀線用軌道 |                     |              | 3.0          | 31.7              | 28.8 | | 東日本旅客鐵道： 東海道線（JT05）、湘南新宿線（JS13）、 京濱東北線（JK12）、 橫濱線（JK12）、 根岸線（JK12） 東京急行電鐵： 東橫線（TY21） 京濱急行電鐵： 本線（KK37） 相模鐵道： 本線（SO01） 橫濱市營地下鐵： 藍線（3號線）（B20） 橫濱高速鐵道： 港未來線（MM01） | 橫濱市 | 西區 | |
| 東海道本線   | -            | （鶴見）     | 横須賀線用軌道 |                     |              | 7.1          | 途經武藏小杉 24.6 | 途經川崎 21.7 | | （橫須賀線列車不停車，沒有月台存在，只被視為路線的分岐點） | 橫濱市 | 鶴見區 | 鶴見區 |
| 東海道本線   | -            | （鶴見）     | 品鶴線         |                     |              | 7.1          | 途經武藏小杉 24.6 | 途經川崎 21.7 | | （橫須賀線列車不停車，沒有月台存在，只被視為路線的分岐點） | 橫濱市 | 鶴見區 | 鶴見區 |
| 東海道本線   | JO 14        | 新川崎       |                |                     | 5.1          | 19.5         |                   | | 東日本旅客鐵道： 湘南新宿線（JS14） | 川崎市 | 幸區 | | |
| 東海道本線   | JO 15        | 武藏小杉     |                |                     | 2.7          | 16.8         |                   | | 東日本旅客鐵道： 南武線（JN07）、 湘南新宿線（JS15） 東京急行電鐵： 東橫線（TY11）、 目黑線（MG11） | 川崎市 | 中原區 | | |
| 東海道本線   | JO 16        | 西大井       |                |                     | 6.4          | 10.4         |                   | | 東日本旅客鐵道： 湘南新宿線（JS16） | 東京都 | 品川區 | 品川區 | |
| 東海道本線   | JO 17        | 品川         |                |                     | 3.6          | 6.8          |                   | | 東日本旅客鐵道： 東海道線（JT03）、 山手線（JY25）、 京濱東北線（JK20） 東海旅客鐵道： 東海道新幹線 京濱急行電鐵： 本線（KK01） | 東京都 | 港區 | 港區 | |
| 東海道本線   | JO 17        | 品川         | 地下線         |                     | 3.6          | 6.8          |                   | | 東日本旅客鐵道： 東海道線（JT03）、 山手線（JY25）、 京濱東北線（JK20） 東海旅客鐵道： 東海道新幹線 京濱急行電鐵： 本線（KK01） | 東京都 | 港區 | 港區 | |
| 東海道本線   | JO 18        | 新橋         |                |                     | 4.9          | 1.9          |                   | | 東日本旅客鐵道： 東海道線（JT02）、 山手線（JY29）、 京濱東北線（JK24） 東京地下鐵： 銀座線（G-08） 都營地下鐵： 淺草線（A-10） 百合鷗： 臨海線（U-01） | 東京都 | 港區 | 港區 | |
| 東海道本線   | JO 19        | 東京         |                |                     | 1.9          | 0.0          |                   | ● | 東日本旅客鐵道： 橫須賀線〈直通運行〉（JO19）、 東北新幹線、山形新幹線、秋田新幹線、上越新幹線、北陸新幹線、 中央線（JC01）、 山手線（JY01）、 京濱東北線（JK26）、 東海道線（JT01）、■上野東京線（ 宇都宮線（東北線）、高崎線、 常磐線直通）（JU01）、 京葉線（JE01） 東海旅客鐵道： 東海道新幹線 東京地下鐵： 丸之內線（M-17） 東京地下鐵： 東西線 ⇒大手町（T-09） 東京地下鐵： 千代田線 ⇒二重橋前（C-10） 都營地下鐵： 三田線 ⇒大手町（I-09） | 東京都 | 千代田區 | 千代田區 | |
| 總武本線     | JO 19        | 東京         |                |                     | 1.9          | 0.0          |                   | ● | 東日本旅客鐵道： 橫須賀線〈直通運行〉（JO19）、 東北新幹線、山形新幹線、秋田新幹線、上越新幹線、北陸新幹線、 中央線（JC01）、 山手線（JY01）、 京濱東北線（JK26）、 東海道線（JT01）、■上野東京線（ 宇都宮線（東北線）、高崎線、 常磐線直通）（JU01）、 京葉線（JE01） 東海旅客鐵道： 東海道新幹線 東京地下鐵： 丸之內線（M-17） 東京地下鐵： 東西線 ⇒大手町（T-09） 東京地下鐵： 千代田線 ⇒二重橋前（C-10） 都營地下鐵： 三田線 ⇒大手町（I-09） | 東京都 | 千代田區 | 千代田區 | |
| JO 20        | 新日本橋     |              |                | 1.2                 | 1.2          |              | ●                 | 東京地下鐵： 銀座線、 半藏門線 ⇒三越前（G-12、Z-09） | 中央區 | 中央區 | | | |
| JO 21        | 馬喰町       |              |                | 1.1                 | 2.3          |              | ●                 | 都營地下鐵： 淺草線 ⇒東日本橋（A-15） 都營地下鐵： 新宿線 ⇒馬喰橫山（S-09） | 中央區 | 中央區 | | | |
| JO 22        | 錦糸町       |              |                | 2.5                 | 4.8          |              | ●                 | 東日本旅客鐵道： 總武線（各站停車）（JB22） 〈秋葉原、四谷、新宿、中野（中央線）方向〉 東京地下鐵： 半藏門線（Z-13）                                                                                                   | 墨田區 | 墨田區 | | | |
| 快速線       | 錦糸町       |              |                | 2.5                 | 4.8          |              | ●                 | 東日本旅客鐵道： 總武線（各站停車）（JB22） 〈秋葉原、四谷、新宿、中野（中央線）方向〉 東京地下鐵： 半藏門線（Z-13）                                                                                                   | 墨田區 | 墨田區 | | | |
| JO 23        | 新小岩       |              |                | 5.2                 | 10.0         |              | ｜                | 東日本旅客鐵道： 總武線（各站停車）（JB25） | 葛飾區 | 葛飾區 | | | |
|              | 新小岩信號場 |              | /              | -                   | 10.5         |              | ｜                | 東日本旅客鐵道：總武本線貨物支線（越中島支線、新金貨物線） | 葛飾區 | 葛飾區 | | | |
|              | （小岩）     |              |                | -                   | 12.8         |              | ｜                | （上述為貨物支線的起點。旅客月台只限緩行線） | 江戶川區 | 江戶川區 | | | |
| JO 24        | 市川         |              |                | 5.4                 | 15.4         |              | ｜                | 東日本旅客鐵道： 總武線（各站停車）（JB27） 京成電鐵： 本線 ⇒市川真間（KS14） | 千葉縣 | 市川市 | 市川市 | | |
| JO 25        | 船橋         |              |                | 7.8                 | 23.2         |              | ●                 | 東日本旅客鐵道： 總武線（各站停車）（JB31） 東武鐵道： 野田線（東武都市公園線）（TD-35） 京成電鐵： 本線 ⇒京成船橋（KS22）                                                                                             | 千葉縣 | 船橋市 | 船橋市 | | |
| JO 26        | 津田沼       |              |                | 3.5                 | 26.7         |              | ｜                | 東日本旅客鐵道： 總武線（各站停車）（JB33） 京成電鐵： 松戶線 ⇒新津田沼（KS66） | 千葉縣 | 習志野市 | 習志野市 | | |
| JO 27        | 稻毛         |              |                | 9.2                 | 35.9         |              | ｜                | 東日本旅客鐵道： 總武線（各站停車）（JB37） | 千葉縣 | 千葉市 | 稻毛區 | | |
|              | 黑砂信號場   |              | /              | -                   | 36.9         |              | ｜                | | 千葉縣 | 千葉市 | 稻毛區 | | |
| JO 28        | 千葉         |              |                | 3.3                 | 39.2         |              | ●                 | 東日本旅客鐵道： 總武線（各站停車）（JB39）、■總武本線〈成東、銚子方向〉（直通運行）、■成田線（直通運行）、■外房線（直通運行）、■內房線（直通運行） 千葉都市單軌電車：1號線、2號線 京成電鐵： 千葉線 ⇒京成千葉（KS59） | 千葉縣 | 千葉市 | 中央區 | | |
| 直通運行路段 | 直通運行路段 | 直通運行路段 | 直通運行路段   | 直通運行路段        | 直通運行路段 | 直通運行路段 | 直通運行路段      | 直通運行路段 | 直通運行路段 | ■ 總武本線至成東站 途經總武本線佐倉站至 ■ 成田線成田機場站 途經成田線香取站至■ 鹿島線鹿島神宮站 ■ 外房線上總一之宮站 途經外房線蘇我站至■ 內房線君津站 | ■ 總武本線至成東站 途經總武本線佐倉站至 ■ 成田線成田機場站 途經成田線香取站至■ 鹿島線鹿島神宮站 ■ 外房線上總一之宮站 途經外房線蘇我站至■ 內房線君津站 | ■ 總武本線至成東站 途經總武本線佐倉站至 ■ 成田線成田機場站 途經成田線香取站至■ 鹿島線鹿島神宮站 ■ 外房線上總一之宮站 途經外房線蘇我站至■ 內房線君津站 | ■ 總武本線至成東站 途經總武本線佐倉站至 ■ 成田線成田機場站 途經成田線香取站至■ 鹿島線鹿島神宮站 ■ 外房線上總一之宮站 途經外房線蘇我站至■ 內房線君津站 |

## 關連項目
- 通勤五方面作戰
- 中距離電車